# Železniční trať Brno–Jihlava
Železniční trať Brno–Jihlava je železniční trať v České republice vlastněná státem a spravovaná Správou železnic. V jízdním řádu pro cestující je uvedena pod číslem 240. Propojuje krajská města Brno a Jihlavu, konkrétně stanice Brno hlavní nádraží a Jihlava. První úsek dnešní dráhy byl otevřen v roce 1856, v plné délce byla trať zprovozněna roku 1886.
Jedná se o hlavní trať o délce 104 km, propojující hlavní trať Břeclav–Brno s hlavní tratí Havlíčkův Brod – Veselí nad Lužnicí. Úsek Brno – Zastávka u Brna je dvoukolejný a elektrifikovaný střídavou trakční soustavou 25 kV 50 Hz, zbytek trati do Jihlavy je jednokolejný a neelektrifikovaný. Provozovány jsou na ni též rychlíky dálkové linky R11, jejichž objednatelem je Česká republika. Úsek mezi Brnem a Náměští nad Oslavou je začleněn do Integrovaného dopravního systému Jihomoravského kraje.

## Dějiny
Do provozu byla uváděna postupně po částech, jelikož původně byla součástí tří tratí s rozdílným účelem. Jako první byl v roce 1856 vystavěn úsek z Brna do Božího Požehnání (dnes Zastávka u Brna). Vlastníkem byla Brněnsko-rosická dráha, která se zabývala především přepravou uhlí z rosicko-oslavanského uhelného revíru do Brna. V roce 1871 Rakouská severozápadní dráha postavila trať z Jihlavy do Okříšek jako součást své hlavní trati z Vídně do Děčína. V roce 1871 Rakouská společnost státní dráhy převzala a v roce 1879 i odkoupila Brněnsko-rosickou dráhu a krátký úsek ze Střelic do Brna se stal součástí hlavní trati společnosti z Vídně přes Prahu k saským hranicím u Děčína. V roce 1886 Rakouská společnost státní dráhy vystavěla spojující trať mezi Okříškami a Zastávkou u Brna jako součást tzv. Českomoravské transverzálky, jejíž stavbu tehdy stát podporoval.
Až do novostavby tratě přes Žďár nad Sázavou (1953) představovala hlavní spojnici Brna a Českomoravské vrchoviny.

### Rekonstrukce úseku Okříšky – Náměšť nad Oslavou
Na konci roku 2015 bylo oznámeno, že první etapa „realizace projektu Revitalizace trati Zastávka u Brna – Okříšky“ by měla být zahájena v červenci roku 2016 a kompletní stavba by měla být hotova v červnu 2017. První etapa měla začít 1. července a spolu s ní měla být zahájena výluka trvající do 31. října 2016, která se měla týkat úseku od Náměště nad Oslavou do Okříšek a jejíž součástí je i rekonstrukce nádraží ve Vladislavi, Třebíči a Třebíči-Borovině. Druhá etapa měla být zahájena 1. března 2017 a dokončena měla být 30. června 2017; výluka se měla týkat úseku Náměšť nad Oslavou – Zastávka u Brna.
Vzhledem k problémům při výběrovém řízení a odvolání některých účastníků bylo zahájení rekonstrukce prvního úseku odloženo na 29. července 2016. Byla zavedena náhradní autobusová doprava, jejíž trasa vedla mj. přes městys Vladislav, kde od jara do podzimu 2016 probíhala rekonstrukce silničního mostu. Práce na rekonstrukci tratě byly narušeny sesuvem kamení vzniklým nestabilitou skály u obce Vladislav. Tento sesuv způsobil problémy i v silniční dopravě, silnice I/23 byla ve druhé polovině srpna 2016 po dva týdny uzavřena. Výlukové práce měly skončit 8. prosince 2016, nicméně 16. listopadu 2016 České dráhy na svých internetových stránkách zveřejnily jízdní řád počítající s prodloužením výluky až do 17. února 2017. Posléze mělo být na rekonstrukci navázáno druhou etapou od Náměště nad Oslavou do Zastávky u Brna. V prosinci 2016 pak bylo oznámeno, že ukončení opravy se posouvá až na konec února. Traťový úsek po rekonstrukci byl znovu zprovozněn 1. března, kdy navázala rekonstrukce úseku Náměšť nad Oslavou – Zastávka u Brna. Výluka tohoto úseku skončila (v souladu s původními předpoklady) 30. června.
Při rekonstrukci došlo také k opravám či úpravám několika železničních přejezdů, mimo jiné přejezdu u městysu Vladislav a u zastávky Vladislav zastávka. Celkem budou opraveny 4 přejezdy. Dále byly zrušeny dva přejezdy pro zemědělskou techniku mezi Třebíčí a Vladislaví.

### Rekonstrukce úseku Náměšť nad Oslavou – Zastávka u Brna
Rekonstrukce tohoto úseku byla zahájena 1. března 2017, zprovoznění trati bylo naplánováno na 30. června téhož roku. Oprava trati umožnila zvýšení cestovní rychlosti v tomto úseku až na 100 km/h. Zkrácení cestovních dob coby stav po revitalizaci bylo deklarováno na 11 minut u rychlíků a 25 minut u osobních vlaků. Skutečné zkrácení jízdní doby o 6 minut v úseku Třebíč – Brno hl. n. nastalo u rychlíků od vydání nového jízdního řádu dne 10. prosince 2017.

## Současnost

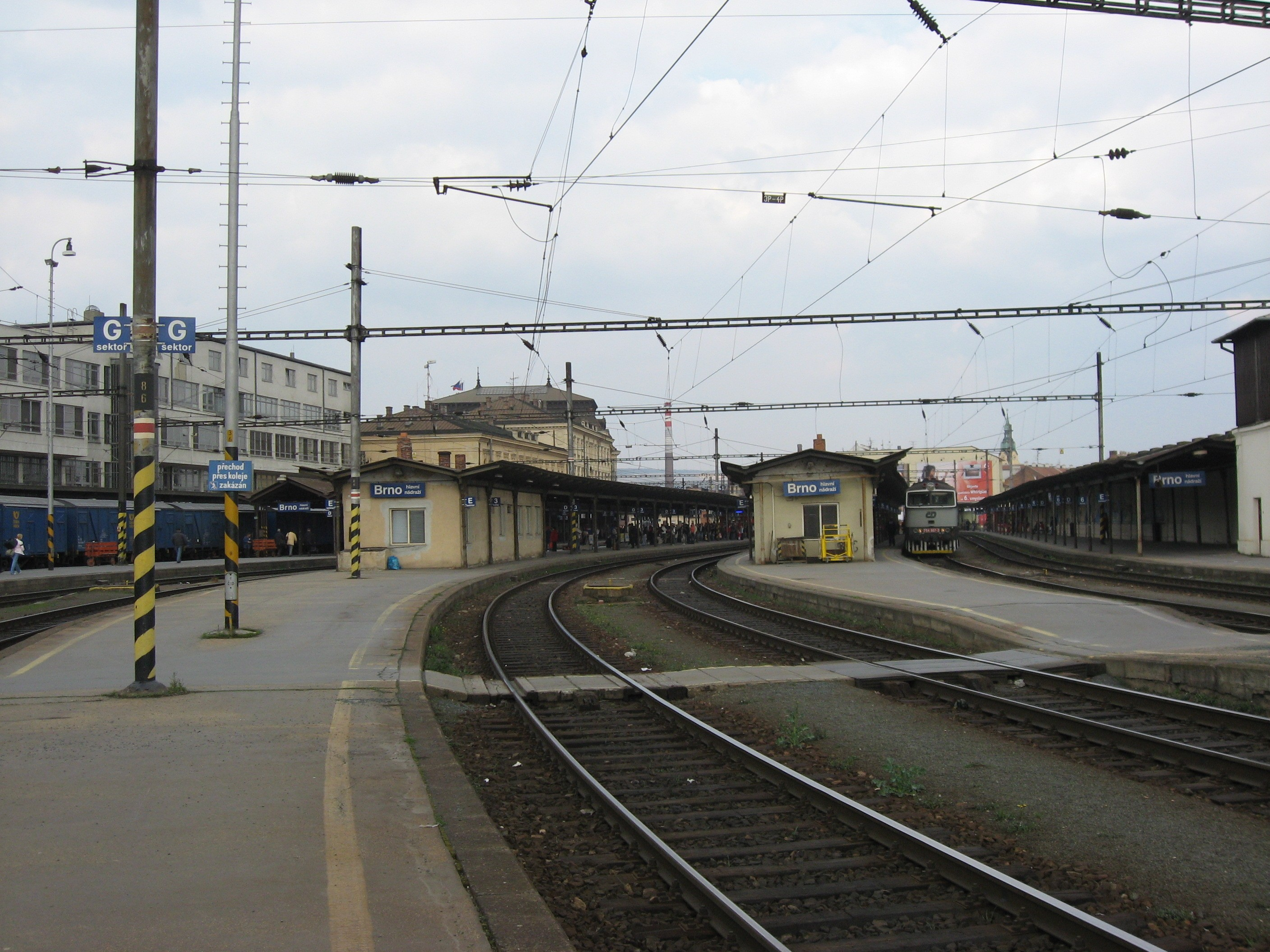
Kolejiště brněnského hlavního nádraží

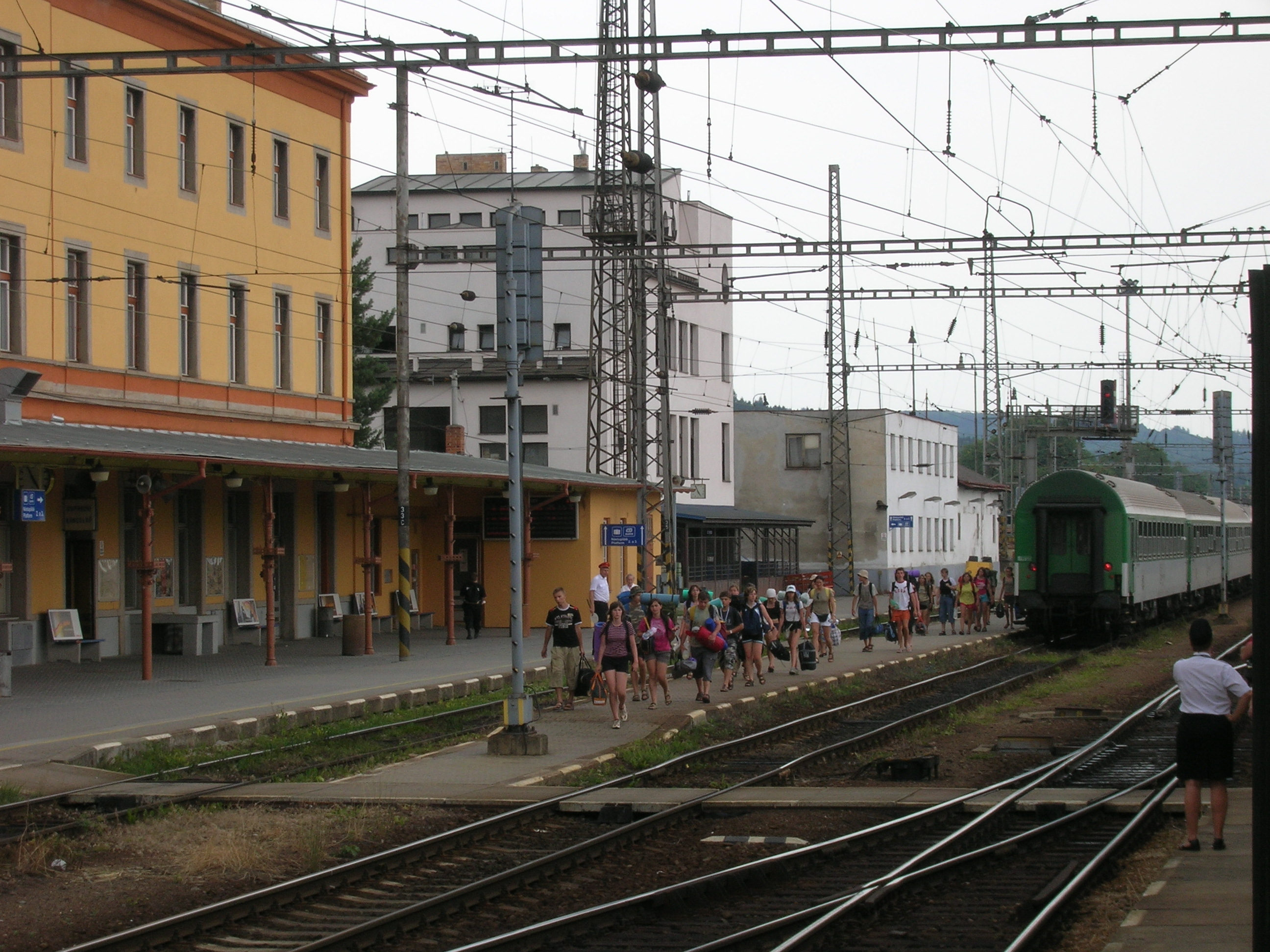
Nástupiště a koleje jihlavského nádraží

Současná trať č. 240 zahrnuje úsek Brno – Zastávka u Brna (dříve Boží Požehnání) otevřený již roku 1856; úsek Okříšky – Jihlava byl jako součást Rakouské severozápadní dráhy vystavěn v roce 1871; podstatný mezilehlý úsek byl uveden do provozu v červnu roku 1886.
Výhledově se uvažuje o vybudování zastávek Sudice (úsek Kralice nad Oslavou – Rapotice), Brno-Vídeňská (v úseku Troubsko – Brno-Horní Heršpice) a v závislosti na vedení tratě v brněnském uzlu i o zastávce Brno-Štýřice (úsek Brno-Horní Heršpice – Brno hlavní nádraží).

### Rekonstrukce úseku Brno – Zastávka u Brna

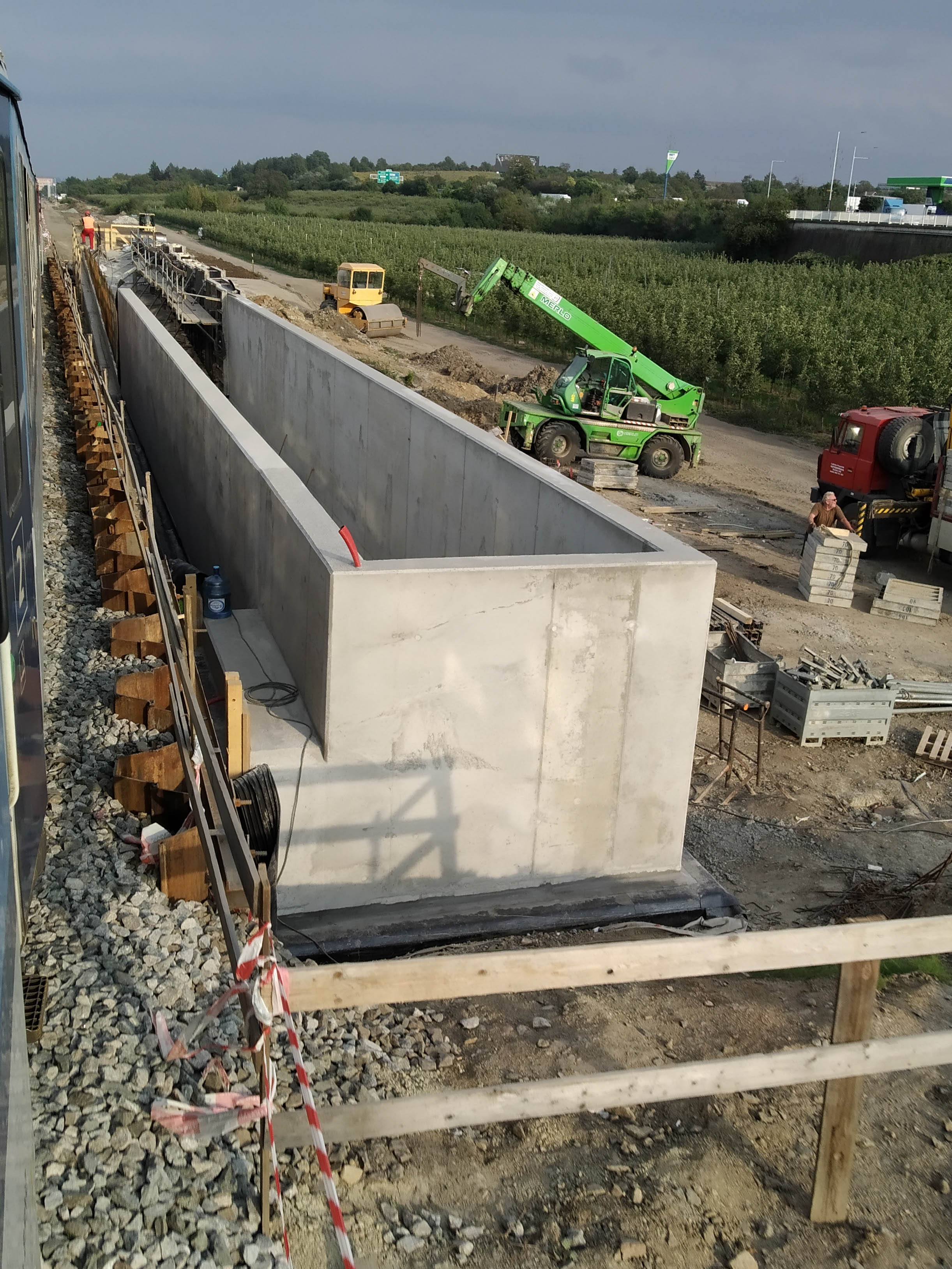
Výstavba zastávky Brno-Starý Lískovec

V roce 2019 bylo oznámeno, že práce na elektrizaci začnou již na podzim téhož roku. Dokončena měla být roku 2022. Nakonec však došlo k rozdělení stavby na dvě etapy.
První etapa měla zahrnovat elektrizaci a modernizaci úseku Brno–Střelice. Stavební práce byly zahájeny na jaře 2020 s plánem dokončení koncem roku 2021. V červnu roku 2020 byly zahájeny práce, které způsobily výluku, průjezdná byla pouze jedna kolej pro spěšné vlaky a rychlíky. Po rekonstrukci měla být traťová rychlost 100 km/h a po zavedení ETCS pak 120 km/h. V rámci této etapy měly být také vybudovány nové zastávky Brno-Starý Lískovec a Ostopovice. U zastávky Starý Lískovec měl vzniknout terminál brněnské MHD, na který měly zajíždět trolejbusové a autobusové linky. „Terminál IDS Starý Lískovec“ město Brno nestihlo dokončit do prosince 2021 (nemělo vykoupeny všechny pozemky) a nová železniční zastávka tak měla být více než rok průjezdná. Předpokládané dokončení obslužného terminálu bylo v roce 2023. Ve stanici Střelice vzniklo nové ostrovní nástupiště, přístup na něj je mimoúrovňově podchodem. Součásti rekonstrukce stanice bylo rozšíření zářezu pro položení druhé koleje v délce 800 m ve směru na Zastávku. V březnu roku 2021 byla ve stanici Střelice odstraněna ocelová lávka, která vedla nad kolejištěm, zároveň byl ve stavbě podchod po kolejištěm. Podchod se stavěl i v zastávce Starý Lískovec. V září roku 2021 byla dokončena tato etapa rekonstrukce. Pravidelný osobní provoz elektrické trakce z Brna do Střelic (jednotky řady 640 RegioPanter) byl však zahájen až 30. dubna 2024, v souvislosti se zahájením úplné výluky následujícího úseku kvůli jeho pokračující modernizaci.
V roce 2022 bylo oznámeno, že bude provedena studie proveditelnosti elektrizace celé trati. Elektrifikace trati byla dokončena v prosinci 2024.

#### Rekonstrukce úseku Zastávka u Brna – Střelice
Druhá etapa zahrnovala elektrizaci a zdvoukolejnění úseku Střelice – Zastávka u Brna. Tato etapa měla být realizována v letech 2022–2023.
V listopadu roku 2022 začaly první práce na tomto úseku, samotné hlavní práce měly být zahájeny na jaře 2023 a celá stavba by měla být dokončena v roce 2024. Celkové náklady na úpravy mají dosáhnout na 3,1 miliardy Kč. Byla postavena druhá kolej. Během stavby byly zrekonstruovány zastávky v Omicích a Rosicích, byla také postavena nová zastávka u Tetčic a původní stanice v Tetčicích byla přejmenována na Tetčice-Bobrava. Během zimy roku 2023 pokračovala rekonstrukce prací na technologiích staveb. Dne 30. dubna 2024 začala v souvislostí s modernizací úseku Střelice – Zastávka u Brna úplná výluka mezi Střelicemi a Rapoticemi. Modernizace tratě s jejím zdvoukolejněním a elektrizací má být dokončena v prosinci 2024, provoz byl obnoven 15. prosince 2024 se začátkem platnosti nového jízdního řádu.

### Rekonstrukce úseku Jihlava – Okříšky
V roce 2021 byla dokončena první etapa rekonstrukce trati mezi Jihlavou a Okříškami. Byl komplexně opraven kilometr trati a další mostní tělesa, propustky a vyměněny kolejnice. Druhá etapa by měla začít v květnu roku 2022 a dokončena by měla být na konci června roku 2022.

## Budoucnost
V roce 2020 měly být na některé přejezdy bez závor instalovány závory. Mělo se jednat o přejezdy v Okříškách a Třebíči (ulice Sv. Čecha a Ruská) a v Čechočovicích.

### Plánování rekonstrukce
V letech 2014–2015 mělo dojít k opravám a modernizaci tratě v úseku Zastávka u Brna – Třebíč, kdy se počítalo s modernizací a zvýšením rychlosti na trati mezi stanicemi Okříšky a Zastávka u Brna, k rekonstrukcím a modernizacím železničních mostů, k rekonstrukci zastávek a k rekonstrukci železničních stanic v Třebíči, Kralicích nad Oslavou, Náměšti nad Oslavou, Studenci a Krahulově. V lednu 2015 bylo oznámeno, že k modernizaci za cca 1 miliardu Kč dojde v roce 2016, společně s modernizací úseku Zastávka u Brna – Brno, kde by mělo dojít ke zdvoukolejnění a elektrizaci.
Dlouhodobě se připravuje elektrizace trati, která měla být rozdělena na dvě etapy: Brno–Rapotice a Rapotice–Jihlava, následně byl však úsek Zastávka–Rapotice přesunut z první do druhé etapy. V květnu 2011 bylo zahájeno územní řízení pro elektrizaci úseku Brno–Zastávka. Dne 27. ledna 2012 bylo vydáno stavebním úřadem Rosice územní rozhodnutí proti kterému se odvolala obec Tetčice. Krajský úřad Jihomoravského kraje však toto odvolání 19. června 2012 zamítl a územní rozhodnutí tedy nabylo platnosti. Rozhodnutí krajského úřadu bylo posléze napadeno obcí Tetčice podáním žaloby 10. července 2012 u Krajského soudu v Brně, který svým rozsudkem z 26. září 2012 napadené rozhodnutí zrušil a věc vrátil krajskému úřadu k dalšímu řízení. Krajský úřad rozhodnutím z 12. prosince 2012 napadené územní rozhodnutí zrušil a vrátil věc příslušnému stavebnímu odboru k dalšímu projednání. Po dlouhých jednáních mezi SŽDC a obcí Tetčice byly na jednání zastupitelstva 13. srpna 2013 smluvně upraveny požadavky obce týkající se stavby na jejím území. Pokud budou smluvně zakotvené požadavky ze strany SŽDC dodržovány, obec se zavázala dále nenapadat územní řízení. Mezi hlavní požadavky obce patřila nízká výška protihlukové stěny, rozšířená otevírací doba nádraží, příchod na nástupiště ze dvou stran, vyšší počet přístřešků na nástupištích a zachování možnosti přecházení přes trať. Poté, co stáhla obec Tetčice veškeré připomínky, napadlo stavební řízení občanské sdružení Voda z Tetčic. Sdružení u soudu napadlo výjimku Ministerstva životního prostředí. Krajský soud koncem roku 2013 zastavil přípravu stavby. V roce 2015 udělilo ministerstvo výjimku novou, sdružení ji opět napadlo, ale soud již nepřerušil stavební řízení. SŽDC získala územní rozhodnutí koncem roku 2017. V červenci 2018 SŽDC vyhlásila veřejnou zakázku na zpracování aktualizace projektové dokumentace stavby pro vydání stavebního povolení (DSP). V optimistické variantě by mohlo dojít k zahájení stavby koncem roku 2019.
Dle původních předpokladů měla výstavba úseku Brno–Zastávka proběhnout od září 2013 do září 2015 (dle rozpočtu SFDI na rok 2013). Tato stavba měla být z cca 70 % financována z dotací EU. Vzhledem k problémům s přípravou ovšem návrh rozpočtu SFDI pro rok 2014 počítal s financováním až z nové finanční perspektivy a zahájením stavby v roce 2016.
Předpokládané náklady na realizaci stavby "Elektrizace trati Brno – Zastávka u Brna vč. PEÚ" dosahovaly 3,7 miliardy korun. Součástí projektu bylo i zřízení zastávky Ostopovice, naopak zřízení zastávky Brno-Vídeňská nebylo do této akce zahrnuto. V rámci elektrizace má dojít ke zdvoukolejnění úseku Střelice – Zastávka u Brna, což umožní jízdu vlaků mezi Brnem a Zastávkou v 15minutovém taktu (podmínkou jeho zavedení ovšem je také výrazné zkapacitnění železničního uzlu Brno). V rámci modernizace má být zřízena nová zastávka Brno-Starý Lískovec v prostoru východně od ulice Šoustalovy. K zastávce má být prodloužena ulice Osová, po které sem mají být protaženy některé linky brněnské MHD.
Spolek Voda z Tetčic dlouhodobě blokoval stavbu s tím, že jeho představitel údajně prohlásil, že by trať měla být zrušena a udělána místo ní cyklostezka. V roce 2020 rekonstrukce trati získala stavební povolení.

### Propojení s tratí 241
V roce 2017 městys Stařeč navrhl propojit tratě 240 a 241 blíže k Třebíči, Kraj Vysočina souhlasil s tím, že pošle Správě železniční dopravní cesty žádost o zpracování studie. V souvislosti s touto modernizací městys chtěl přesunout nádraží blíže k zastavěné části obce.

## Provoz na trati

### Vlakové linky a integrovaná doprava
Po trati je vedena rychlíková linka R11 dle systému značení Správy železnic a dále linky S4, S42 a R54 dle systému značení IDS JMK.
Vzhledem k faktu, že trať prochází územím Jihomoravského kraje i Kraje Vysočina, jsou některé úseky zařazeny do tamních systémů integrované dopravy. V případě Integrovaného dopravního systému Jihomoravského kraje se jedná o úsek mezi stanicí Brno hlavní nádraží až Náměšť na Oslavou, kdy až do zastávky Vysoké Popovice lze od konce roku 2019 zakoupit pouze jízdenku IDS JMK, pro cestu z a do stanice Rapotice, Kralice nad Oslavou a Náměšť nad Oslavou platí tarif dopravce i IDS JMK. Úsek zařazený do IDS JMK prochází zóna 456, 446, 435, 425, 410, 101, 100 tohoto systému integrované dopravy. Mezi stanicemi Zastávka u Brna a Brno hlavní nádraží je od léta 2020 realizováno zdvojkolejnění a elektrizace trati pro zvýšení propustnosti a zkrácení intervalů příměstské dopravy na v rámci integrované linky S4. Po dokončení bude tato část trati napájena střídavým proudem, což umožní nasadit kupříkladu elektrické jednotky RegioPanter využívané v jiných částech kraje.
Část tratě ležící na území Kraje Vysočina počínaje stanicí Kralice nad Oslavou je zahrnuta rovněž v systému Veřejné dopravy Vysočiny.

### Jízdní řád 2000/2001
V jízdním řádu 2000/2001 byly na trati provozovány osobní a rychlíkové vlaky. Osobní vlaky spojovaly stanice Jihlava a Brno hlavní nádraží. Rychlíkové vlaky pak byly vedeny po trase či jejích částech mezi Plzní, Českými Budějovicemi/Táborem, Jihlavou, Brnem a Bohumínem. Dopravu na osobních vlacích zajišťovaly především motorové vozy řady 850 doplněné přípojnými vozy řady Bmx. Rychlíky byly vyjma nedělního a pátečního ranního spoje R 1518 a R 1519 vedeny lokomotivami řady 754 z DKV Brno. Zmíněný páteční a ranní spoj zajišťovaly lokomotivy řady 750 z Havlíčkova Brodu. Z provozu téměř zcela vymizely jihlavské lokomotivy řady 749.

### Jízdní řád 2019/2020
V jízdní řádu platném od prosince 2019 jsou po trati z Brna do Jihlavy vedeny rychlíky Rožmberk zajišťované na základě objednávky Ministerstva dopravy Českými drahami. Dále po trati jezdí osobní a spěšné vlaky objednávané Krajem Vysočina a Jihomoravským krajem. Osobní vlaky jsou nově u většiny spojů rozděleny do třech větví mezi Jihlavou a Třebíčí, Třebíčí a Náměští nad Oslavou a Náměští a Brnem s nutností přestupu mezi různými soupravami.
Úsek z Brna do Náměště nad Oslavou je součástí Integrovaného dopravního systému Jihomoravského kraje a úsek Rapotice až Jihlava je součástí Veřejné dopravy Vysočiny. V úseku mezi zastávkou Vysoké Popovice a stanicí Brno hl.n. platí nově v osobních a spěšných vlacích pouze tarif IDS JMK, nikoliv tarif dopravce. Oproti tomu ze stanic Rapotice, Kralice nad Oslavou a Náměšť nad Oslavou lze cestovat do Jihomoravského kraje za využití obou tarifů a slevových aplikací Českých drah a rovněž s tarifem VDV směrem na Jihlavu.
Vozbu rychlíků zajišťují dieselové lokomotivy řady 750.7 a příležitostně rovněž řady 754. Za nimi jsou řazeny výhradně kupé vozy, tradičně řady B, pouze s mírně modernizovaným interiérem. Výjimku tvoří klimatizovaný vůz řady Bbgdmee236, který však není řazen ve všech spojích. Za ním je připojen ještě kombinovaný vůz první a druhé třídy řady AB349. V rychlících je nově nabízena služba ČD minibar s ohledem na fakt, že od jízdního řádu 2019/2020 České dráhy neprovozují rychlíky Slezan a tedy se uvolnila kapacita v rámci této služby.
Na osobní vlaky jsou od prosince 2019 nově nasazovány v úseku mezi Jihlavou a Náměští nad Oslavou motorové jednotky řady 814 Regionova. Z této části trati oproti tomu téměř vymizely spoje realizované jednotkami řady 840 a 841 RegioSpider. V úseku mezi Náměští nad Oslavou a Brnem zajišťují provoz osobních vlaků motorové vozy řad 854 a 842 včetně přípojných a řídicích vozů. Obdobně jsou tyto vozy nasazovány i na spěšné vlaky zvané Horácký expres, které spojují Třebíč s Brnem. Oproti tomu klesl počet spěšných vlaků vedených již z Okříšek.
Další změnou je fakt, že část trati mezi Jihlavou a Třebíčí nespojuje o víkendech žádný přímý spoj s úsekem mezi Třebíčí a Náměští, tedy je vždy nutný nenavazující přestup ve stanici Třebíč.

## Stanice a zastávky

### Kraj Vysočina

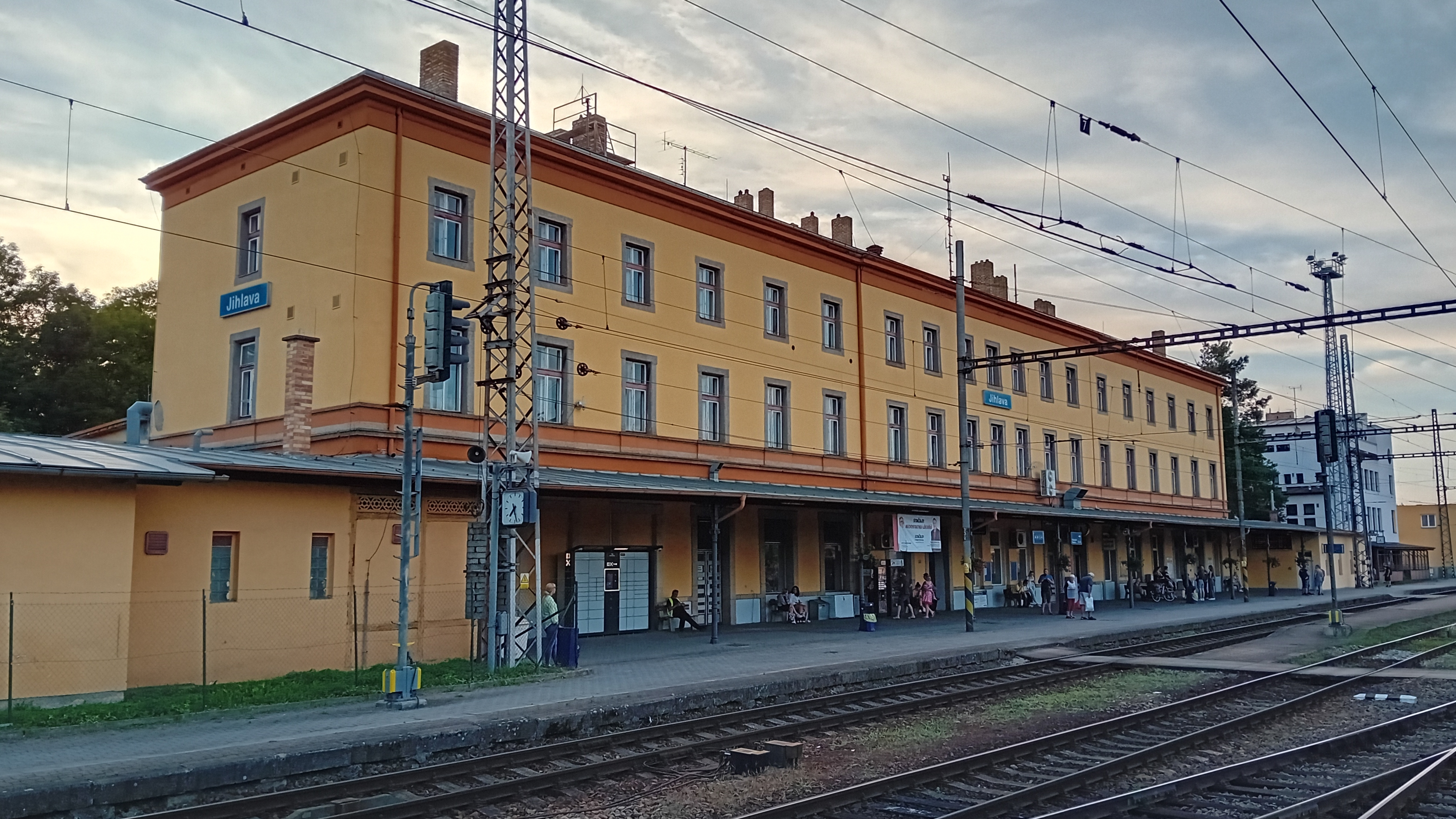
Jihlava
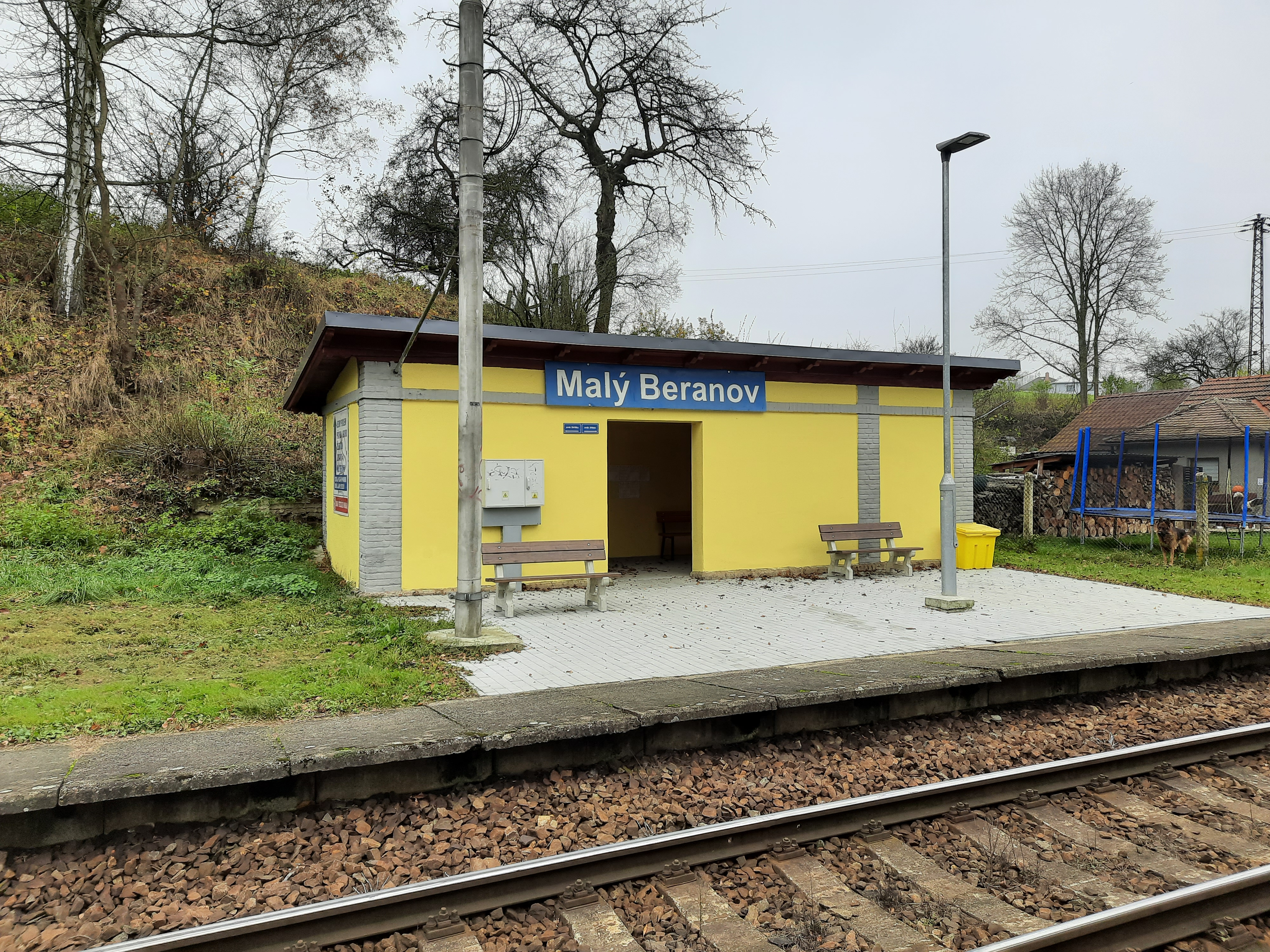
Malý Beranov
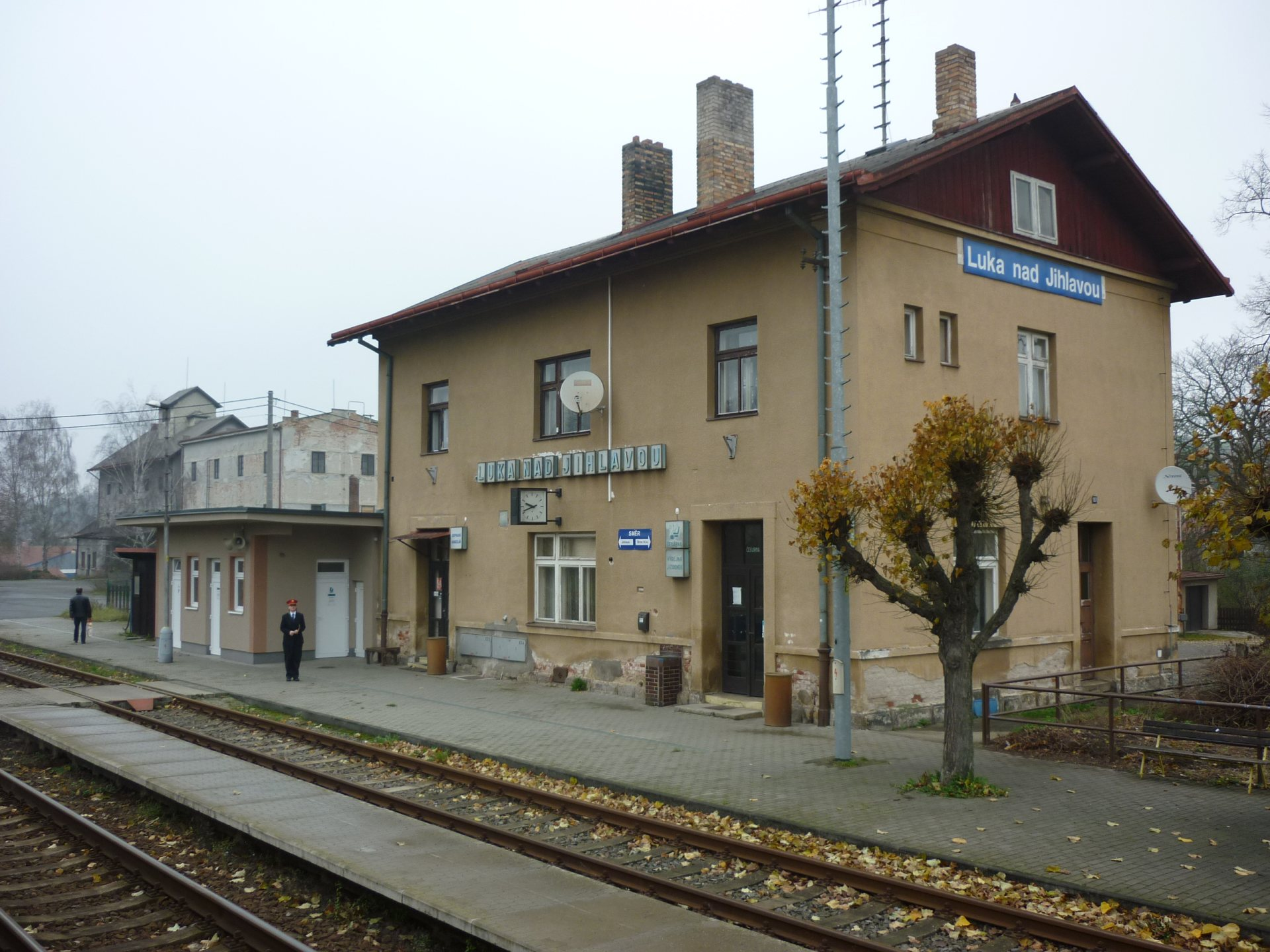
Luka nad Jihlavou
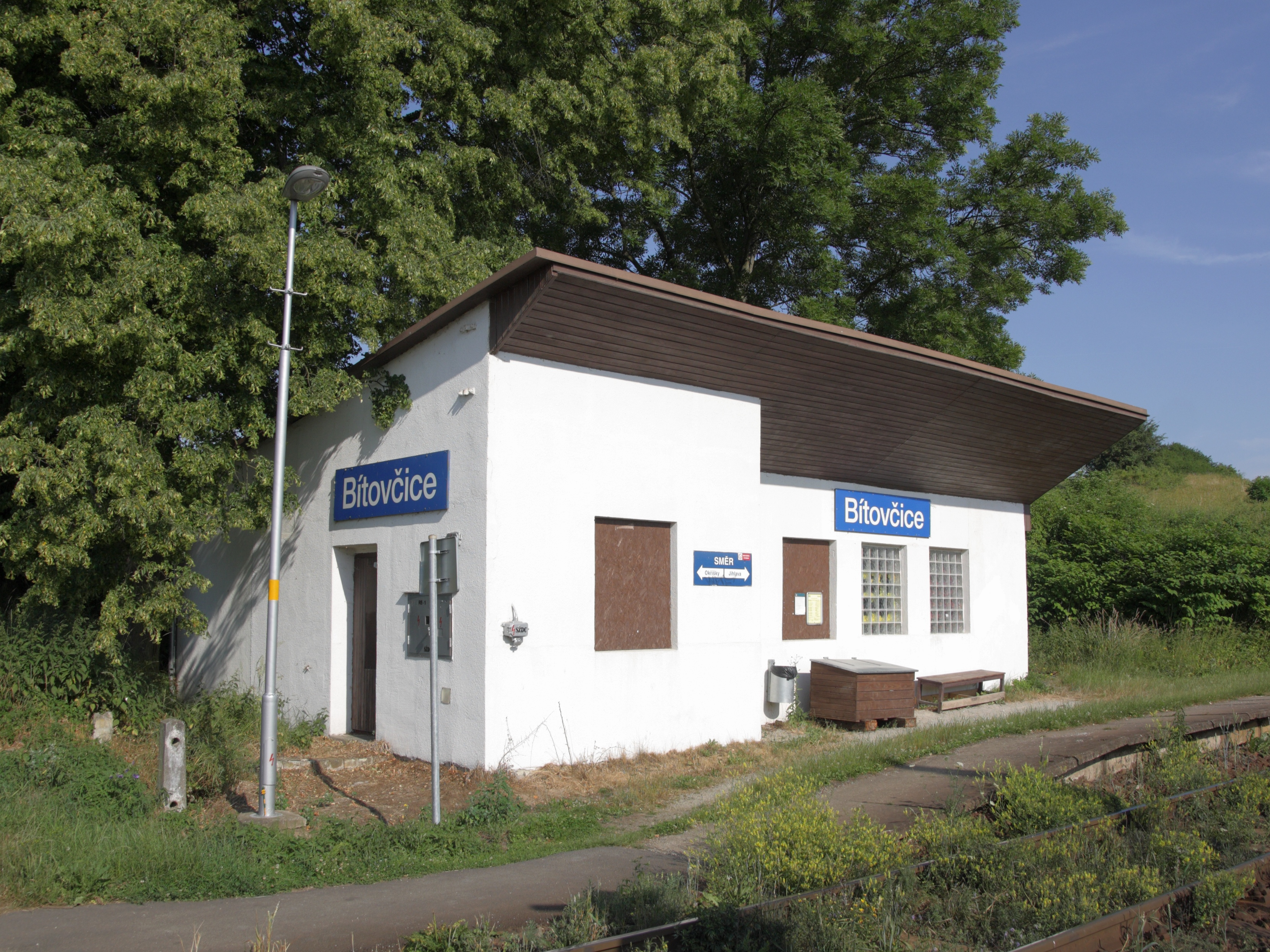
Bítovčice
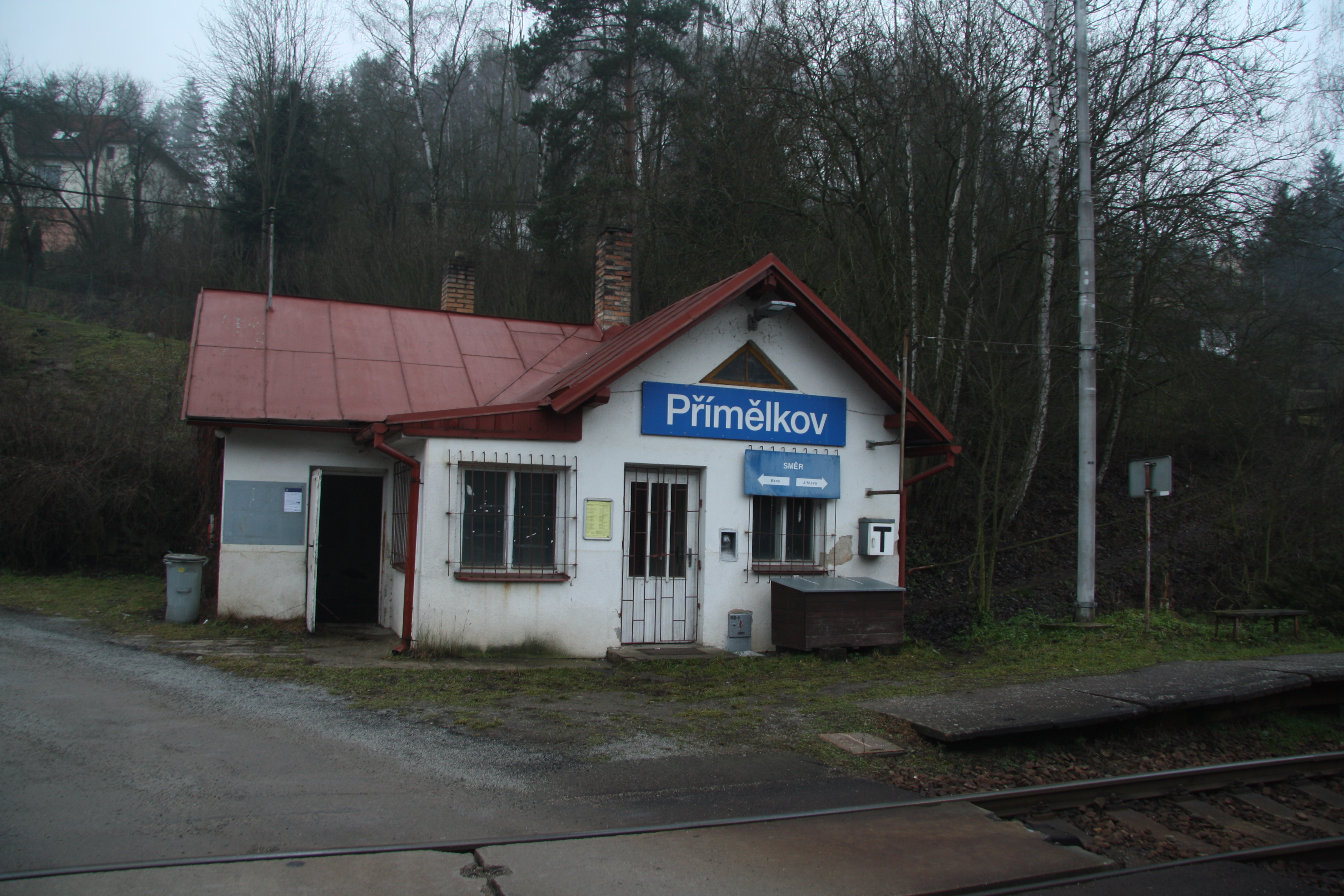
Přímělkov
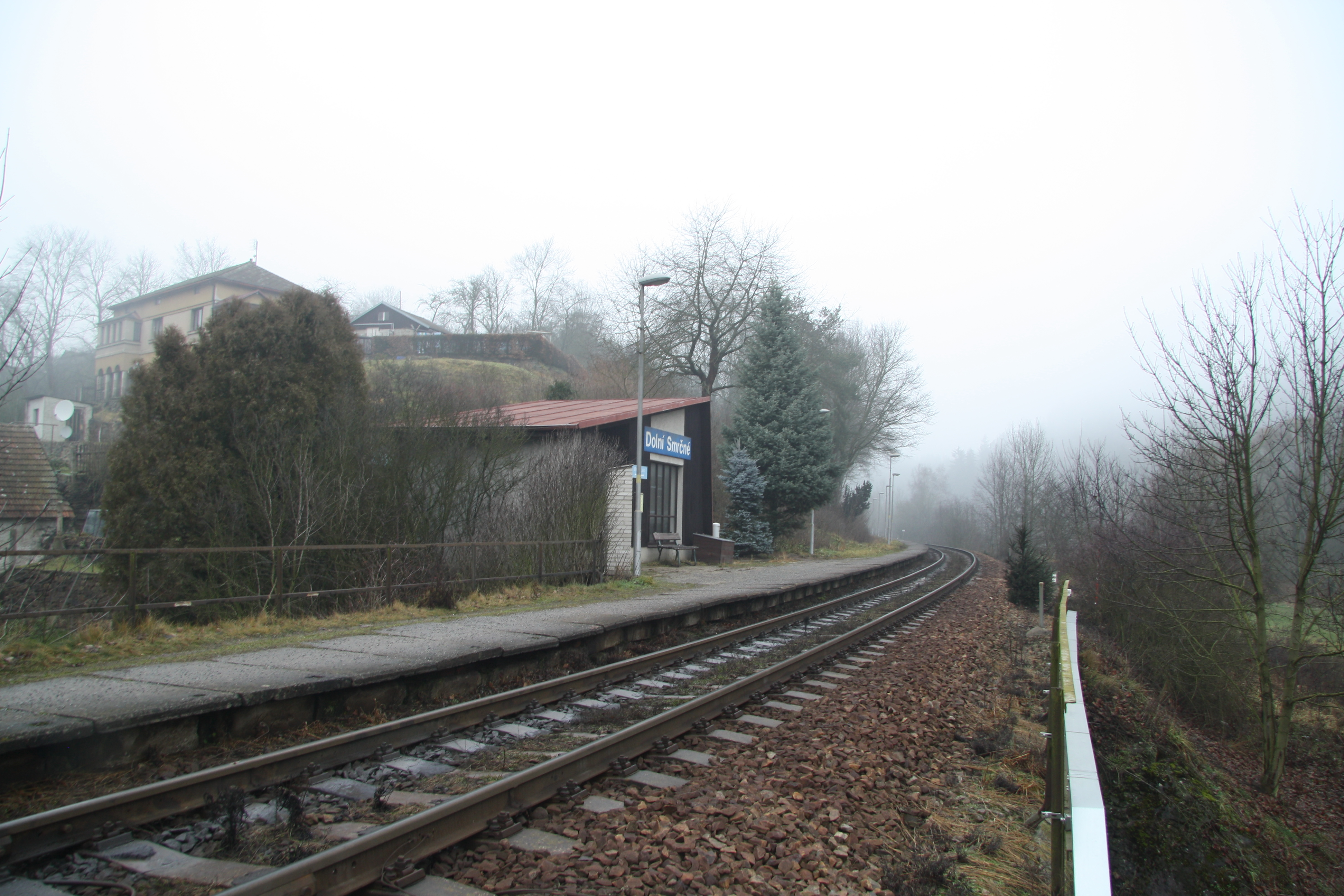
Dolní Smrčné
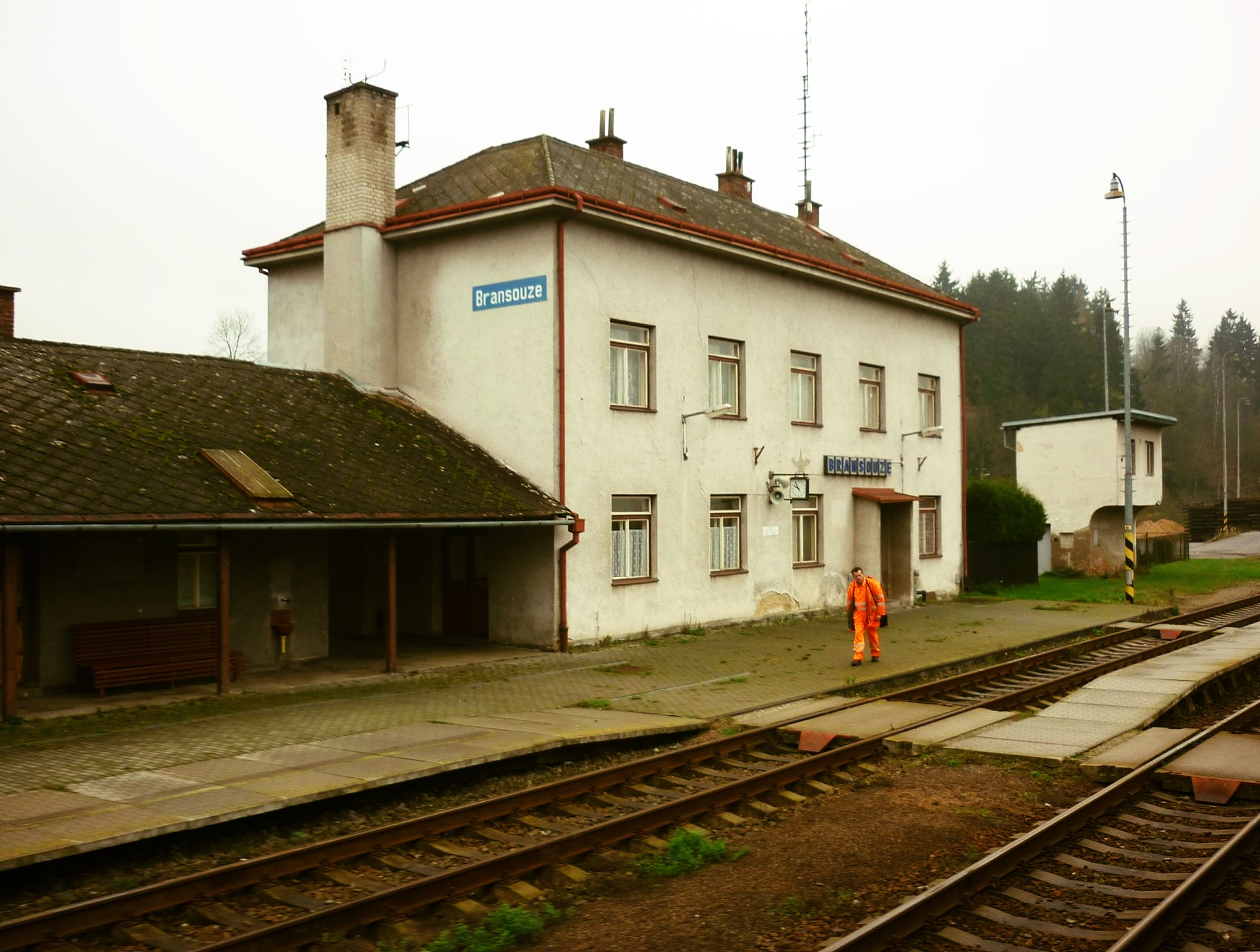
Bransouze
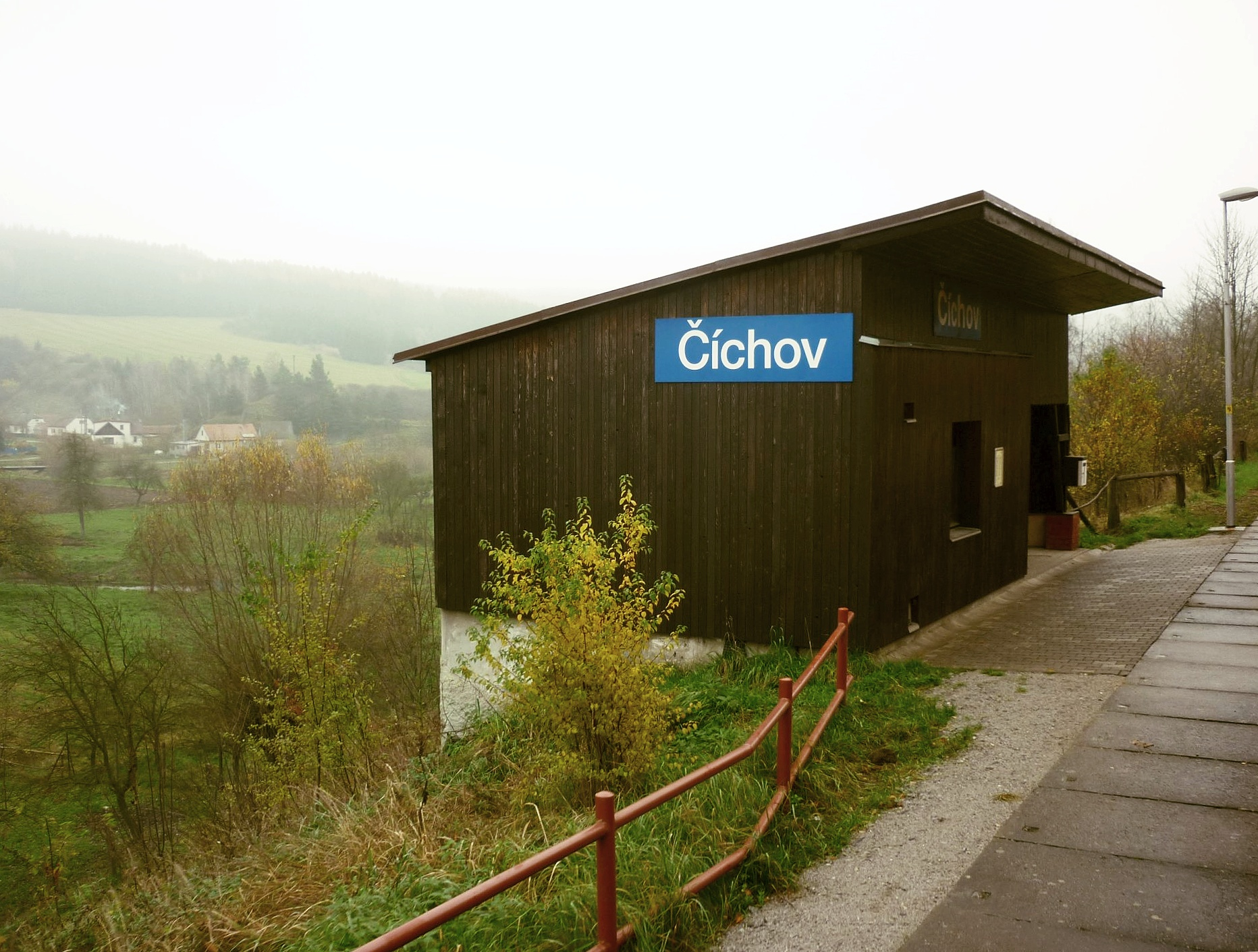
Číchov
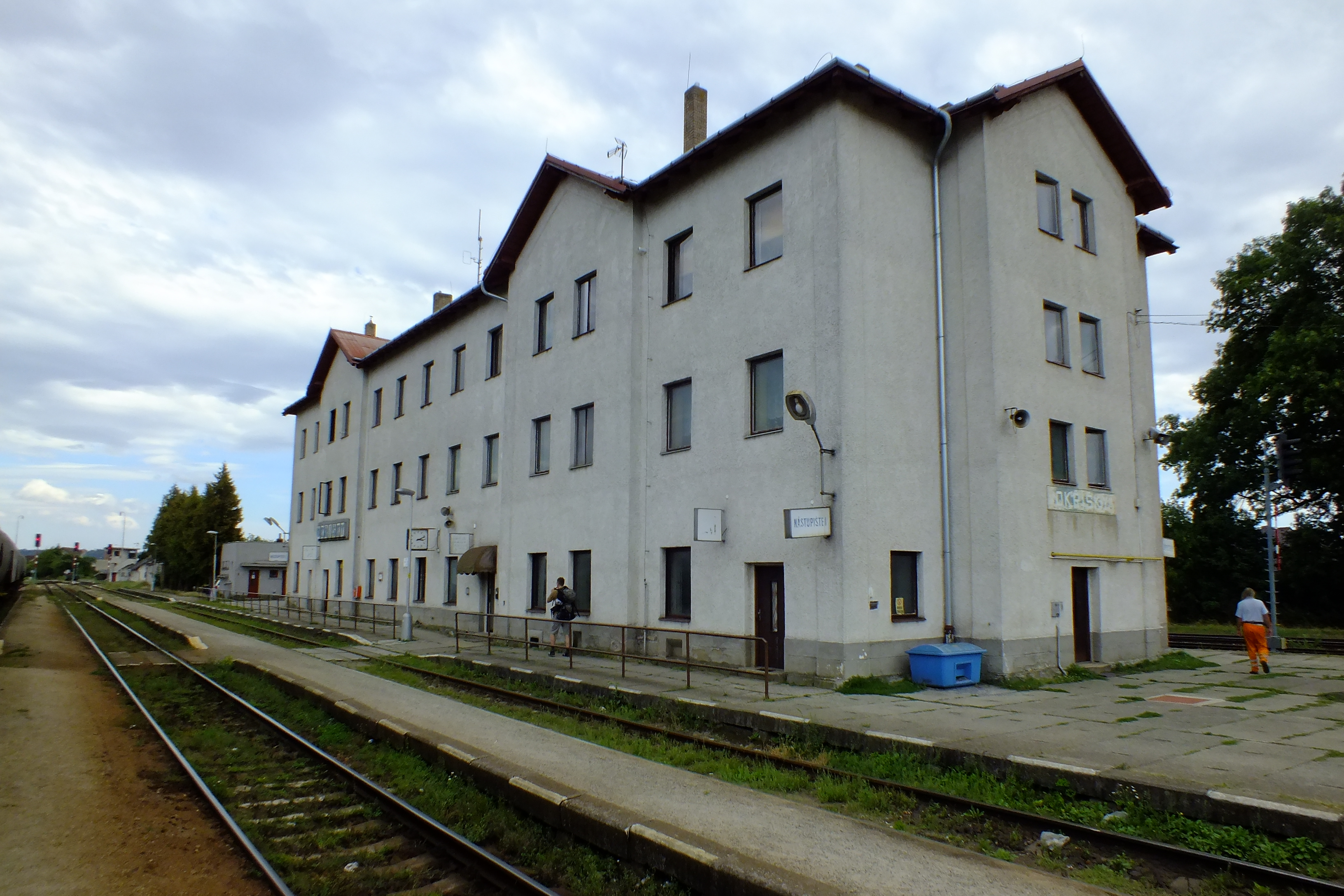
Okříšky
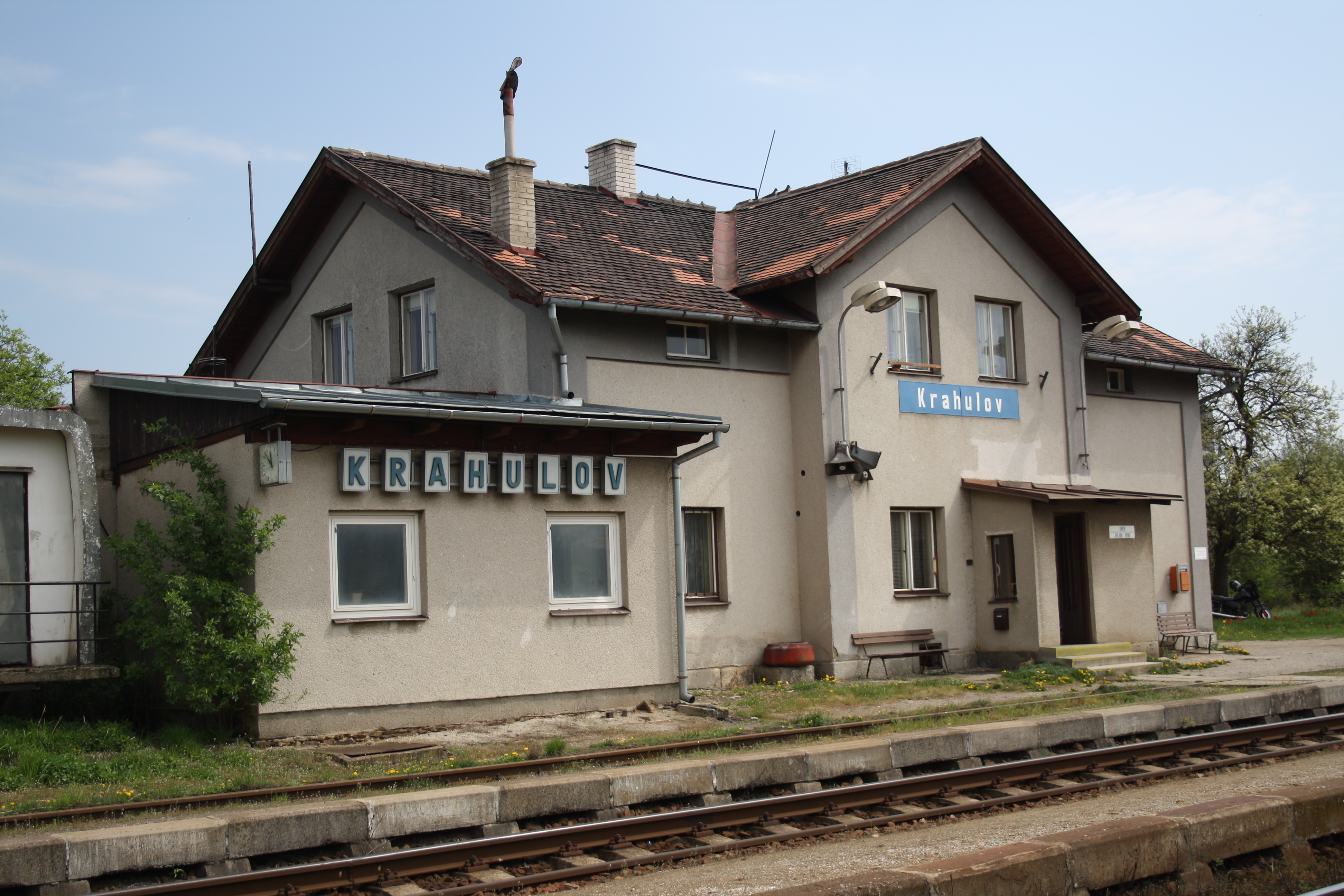
Krahulov
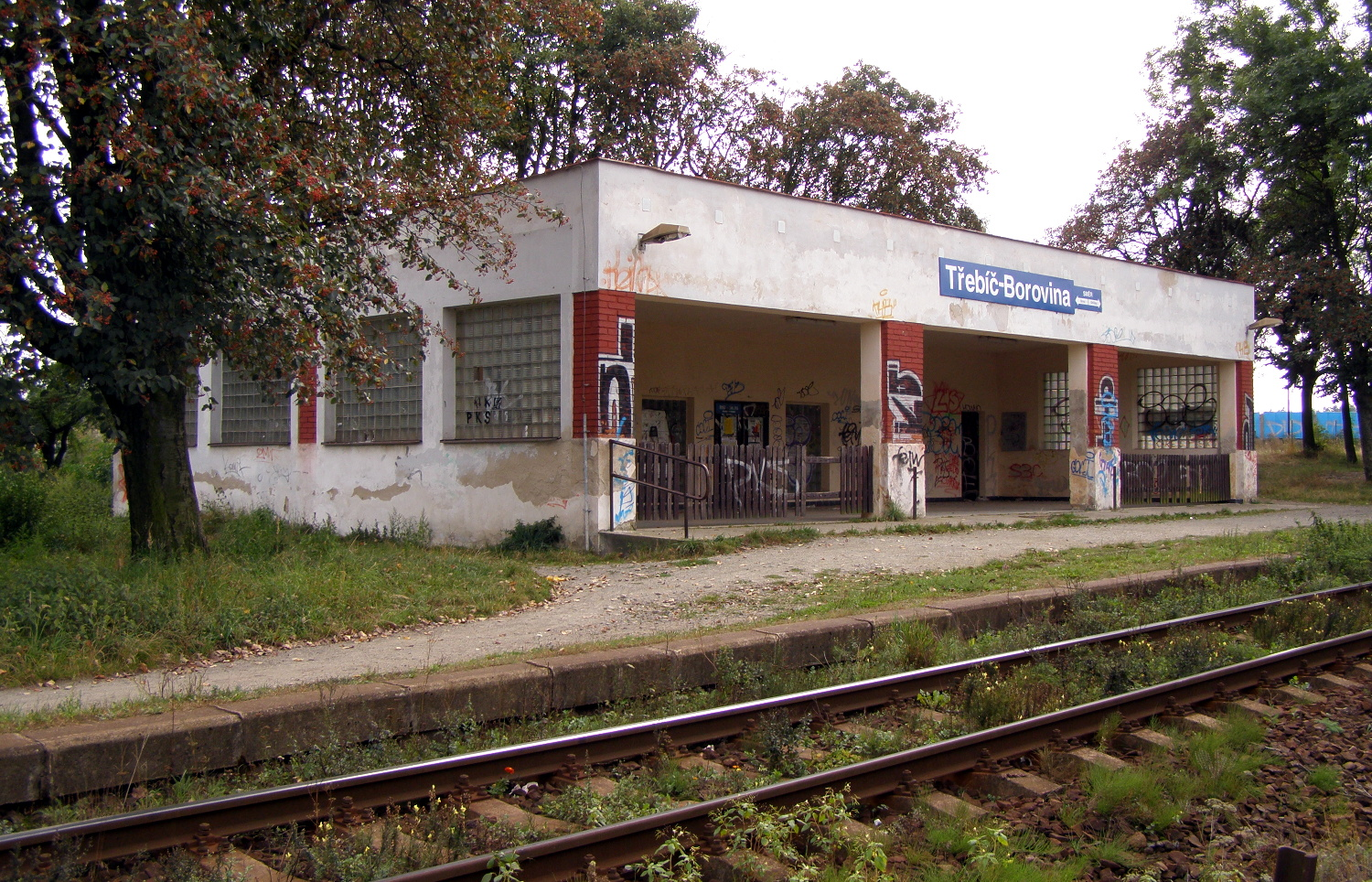
Třebíč-Borovina
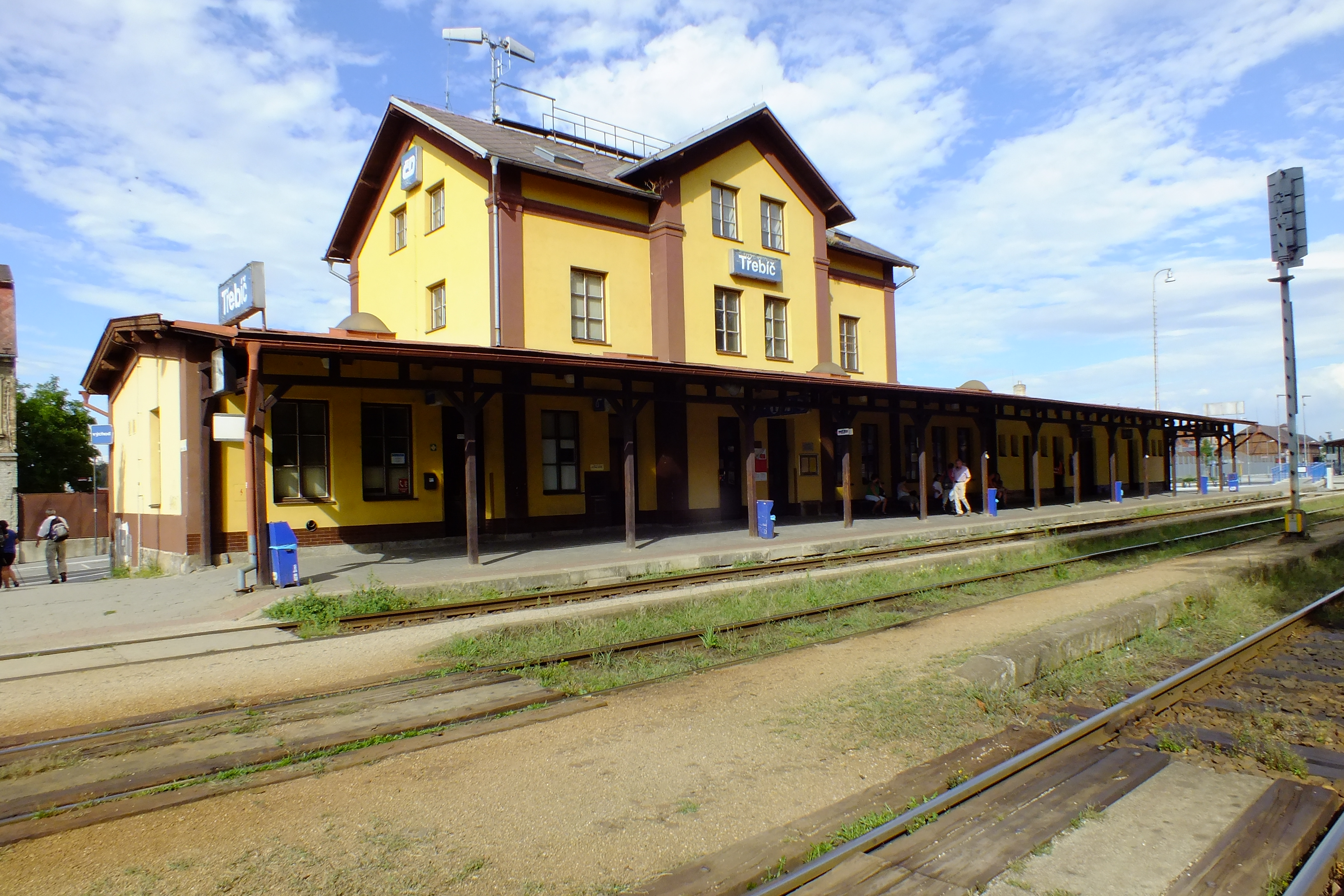
Třebíč
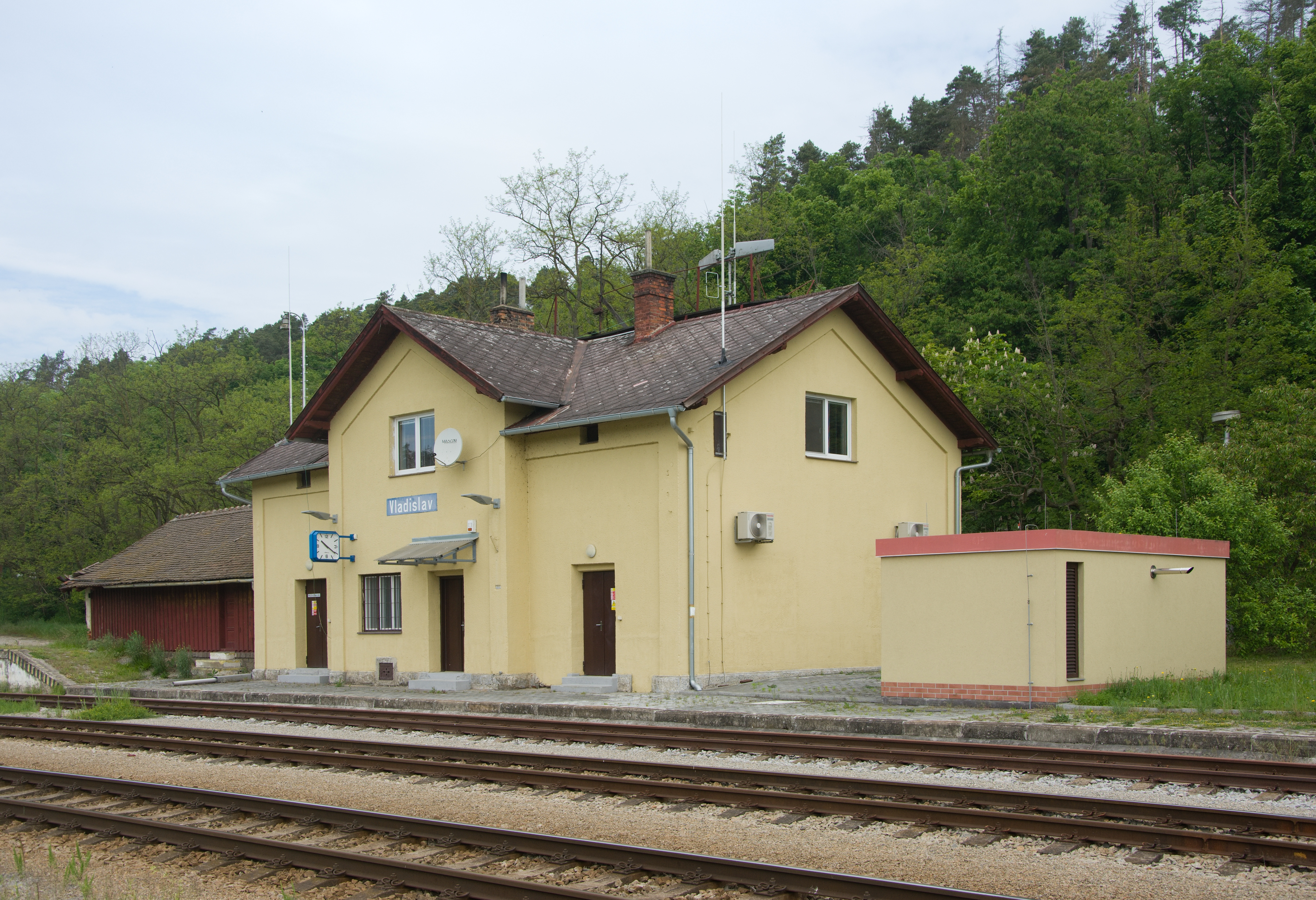
Vladislav
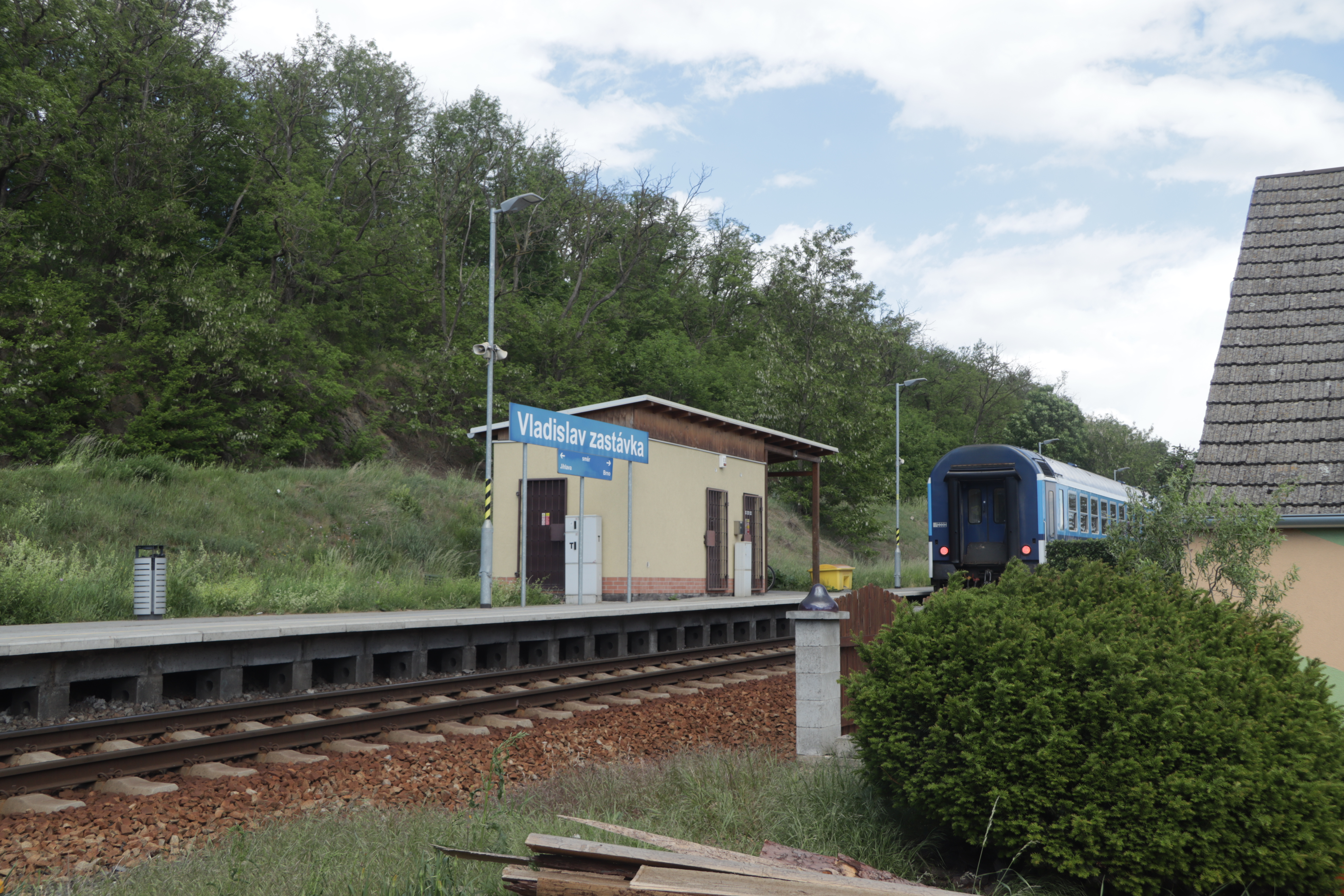
Vladislav zastávka
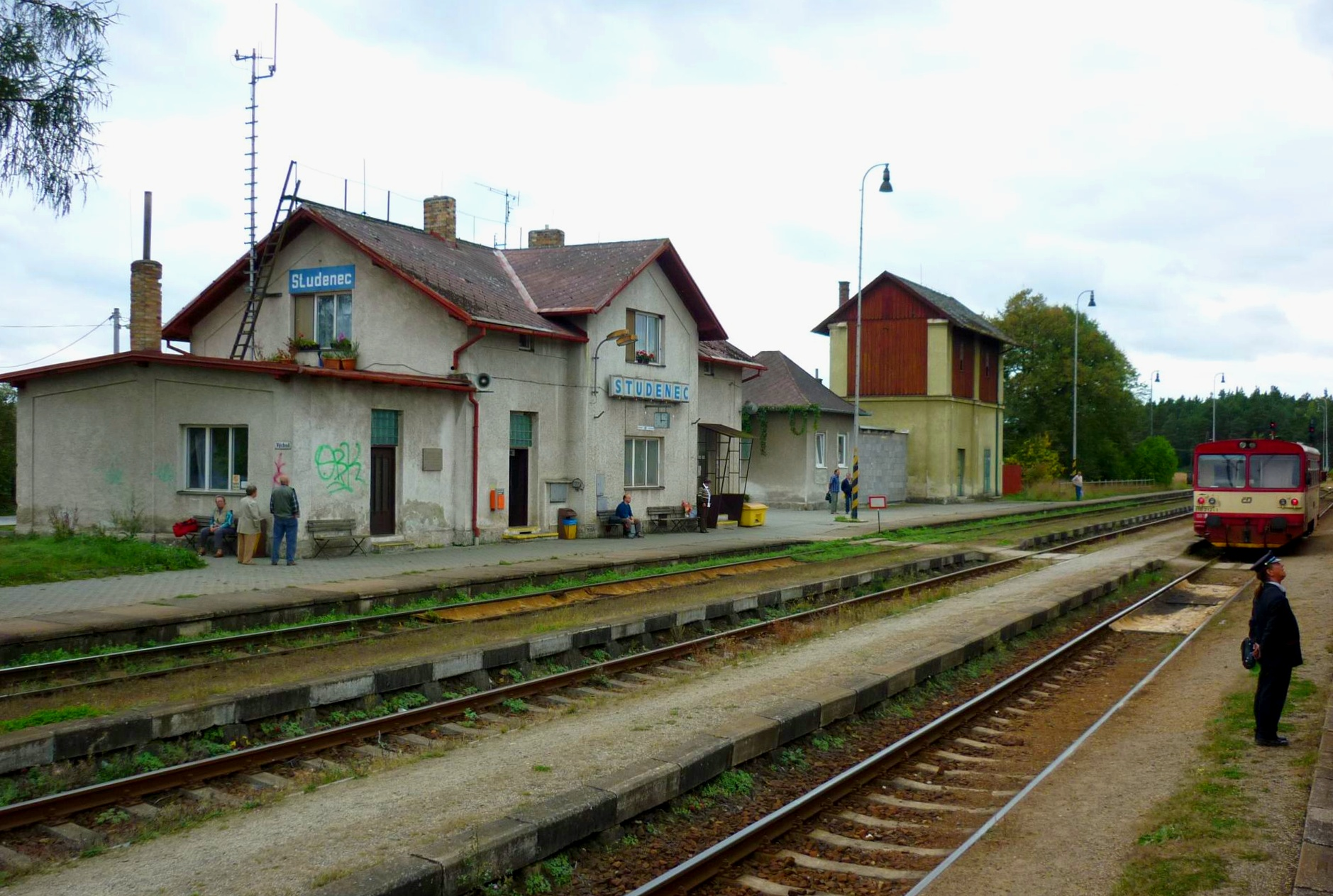
Studenec
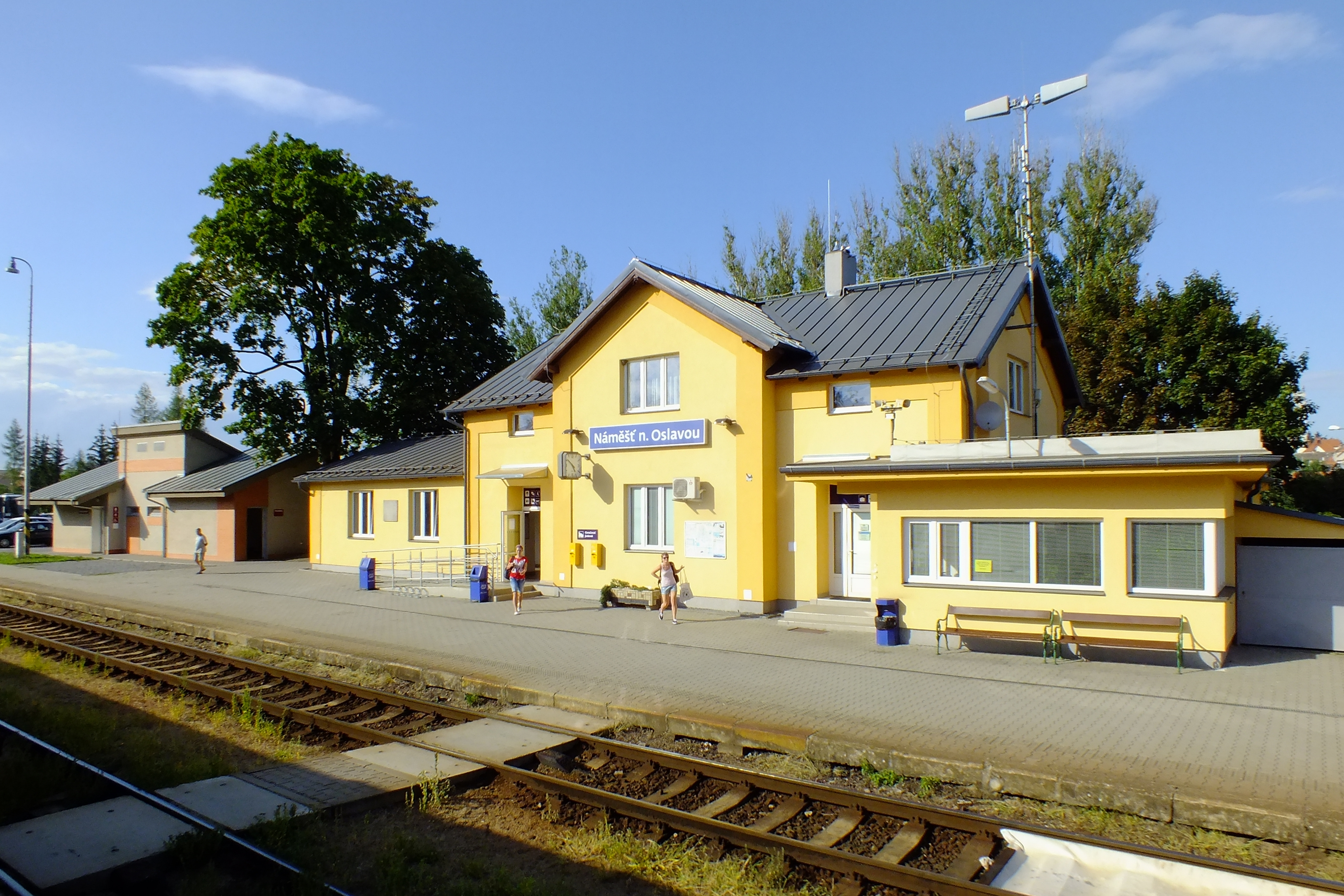
Náměšť nad Oslavou
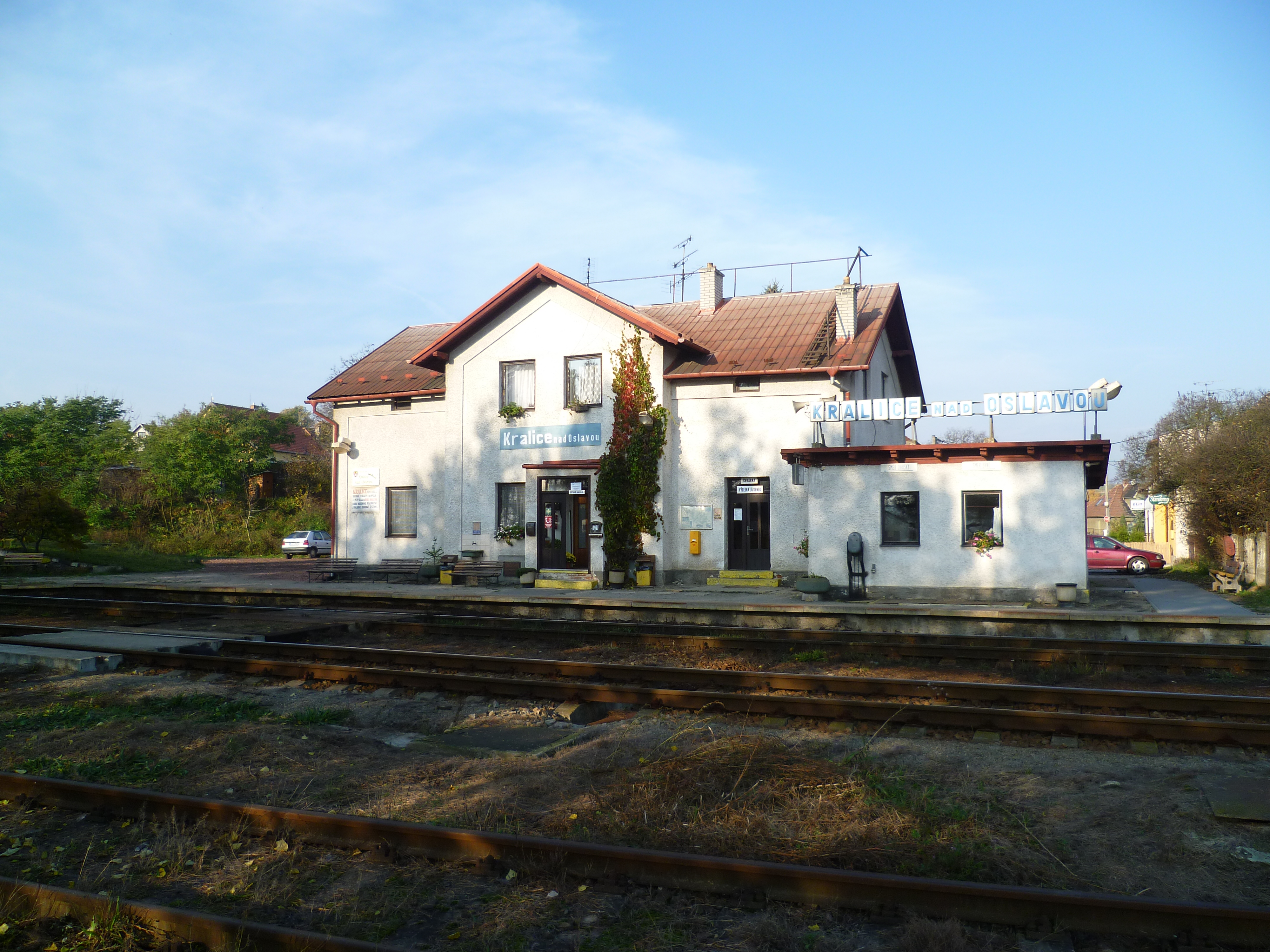
Kralice nad Oslavou
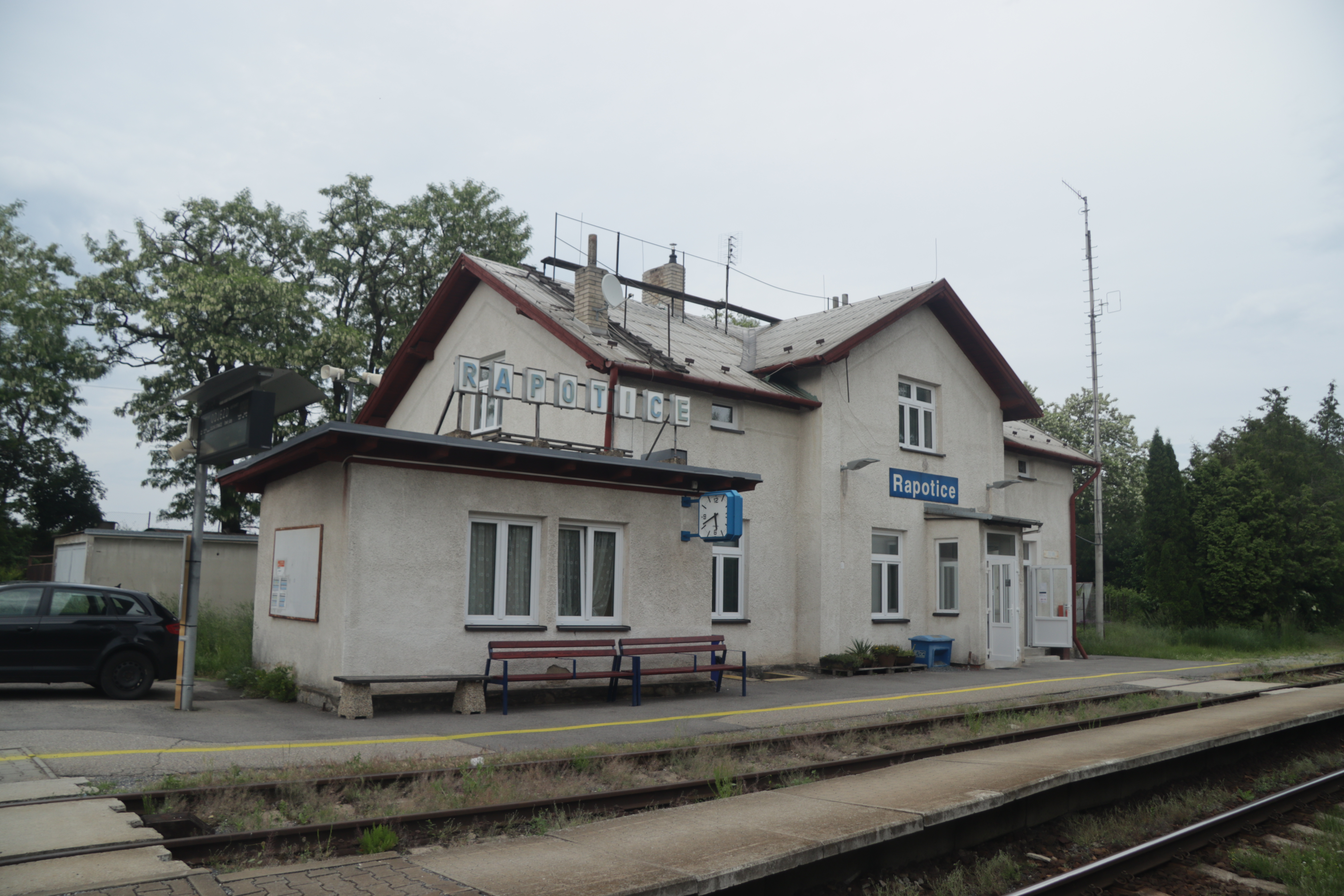
Rapotice

### Jihomoravský kraj

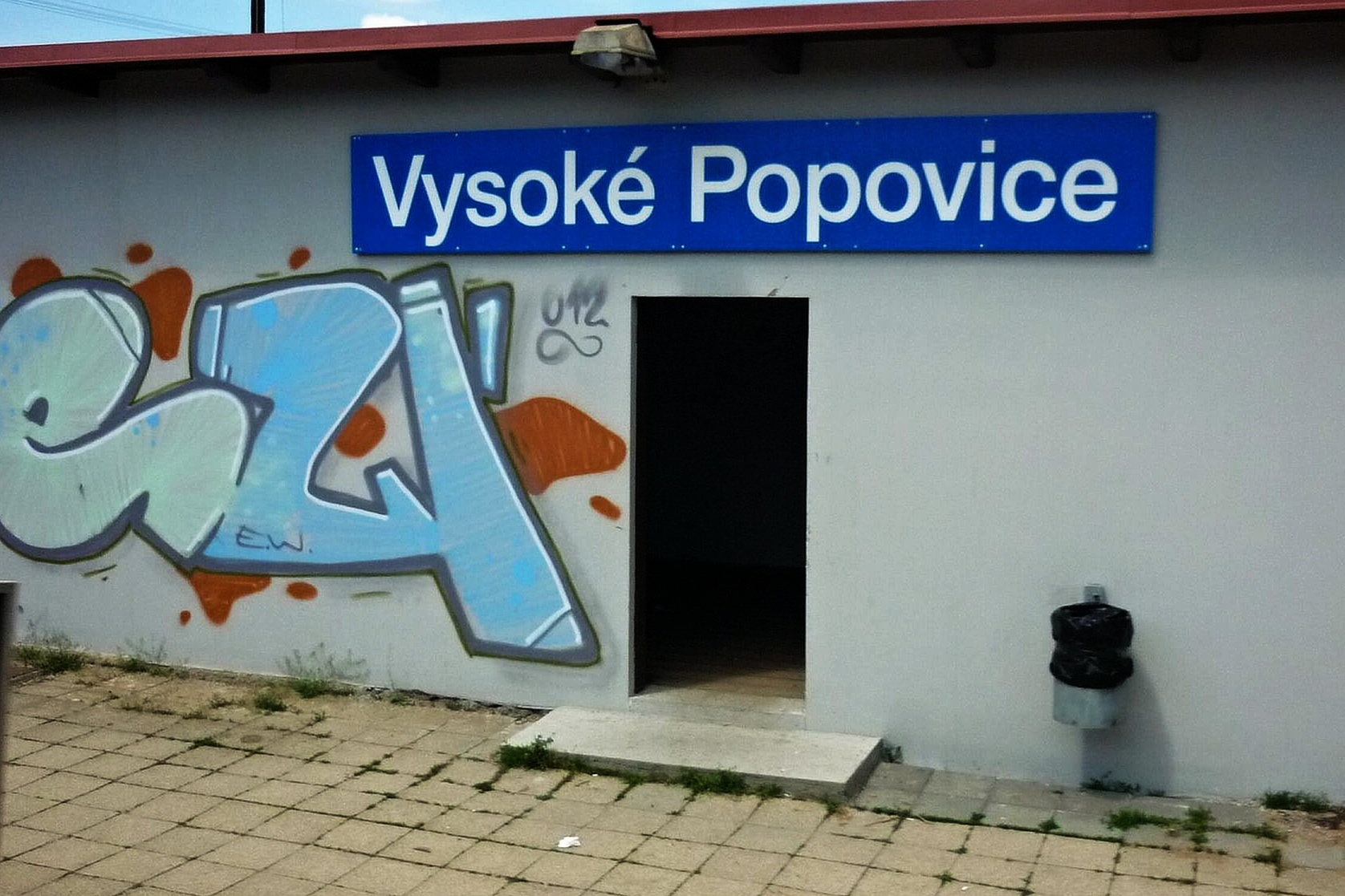
Vysoké Popovice
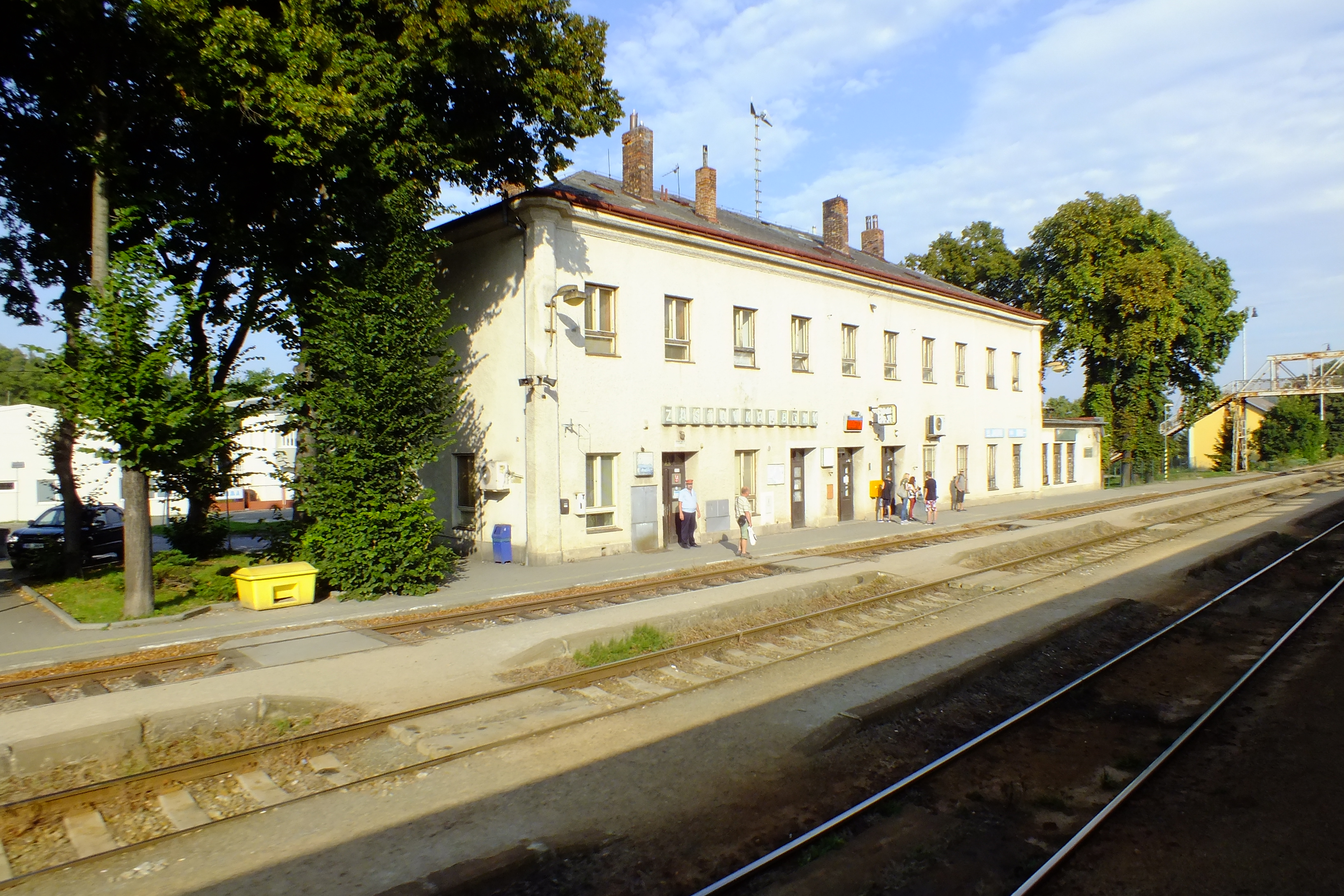
Zastávka u Brna
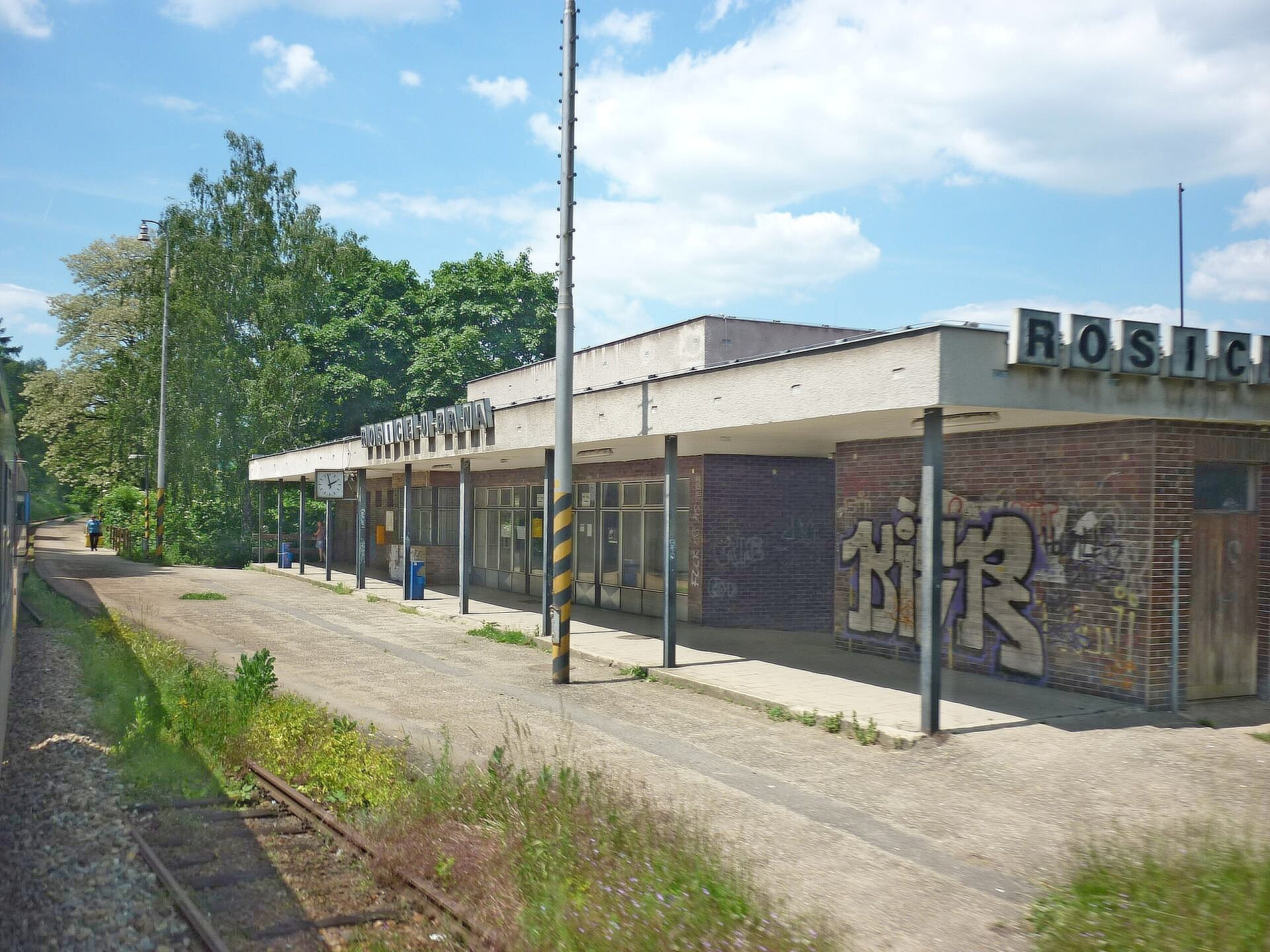
Rosice u Brna
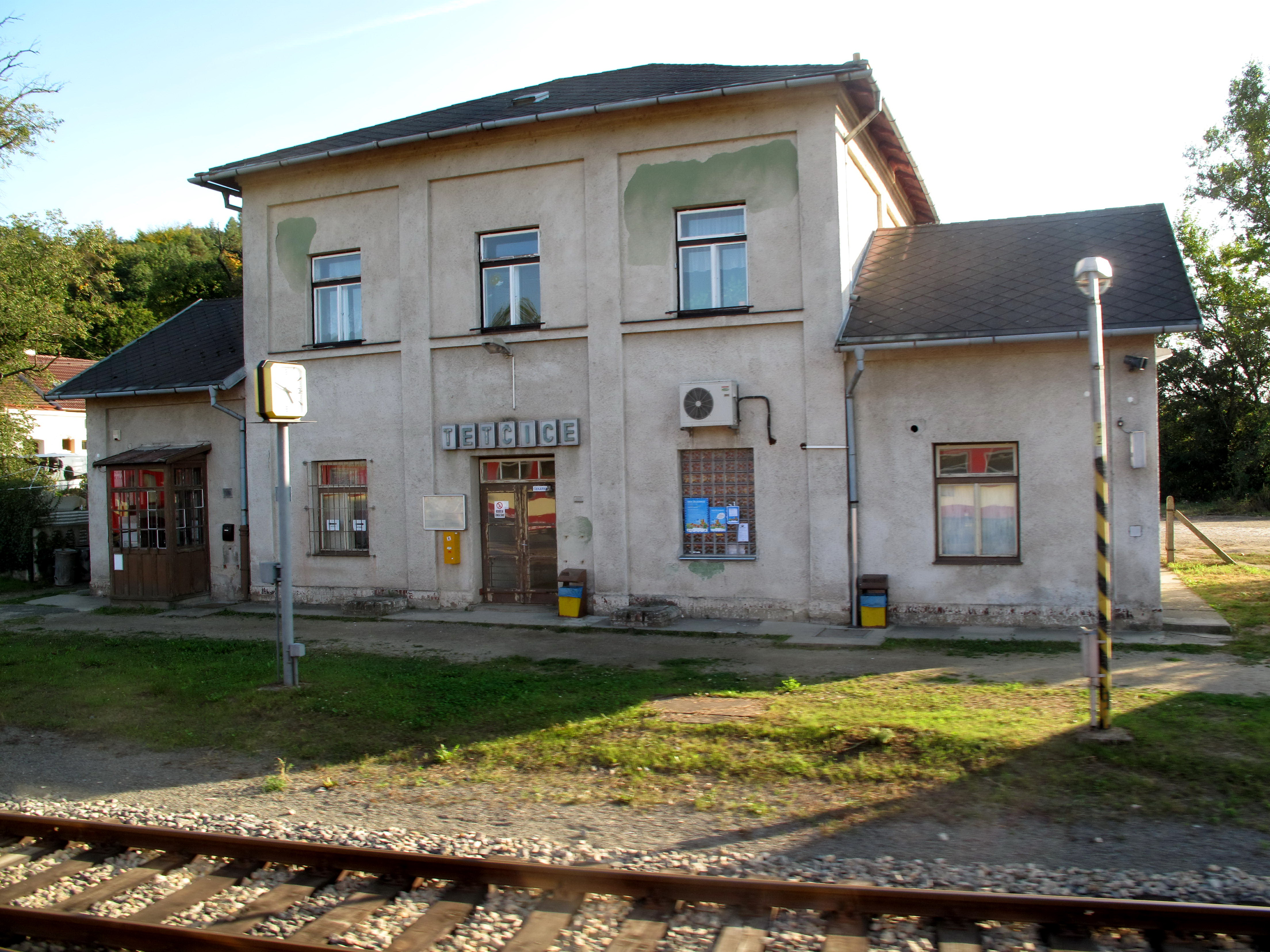
Tetčice
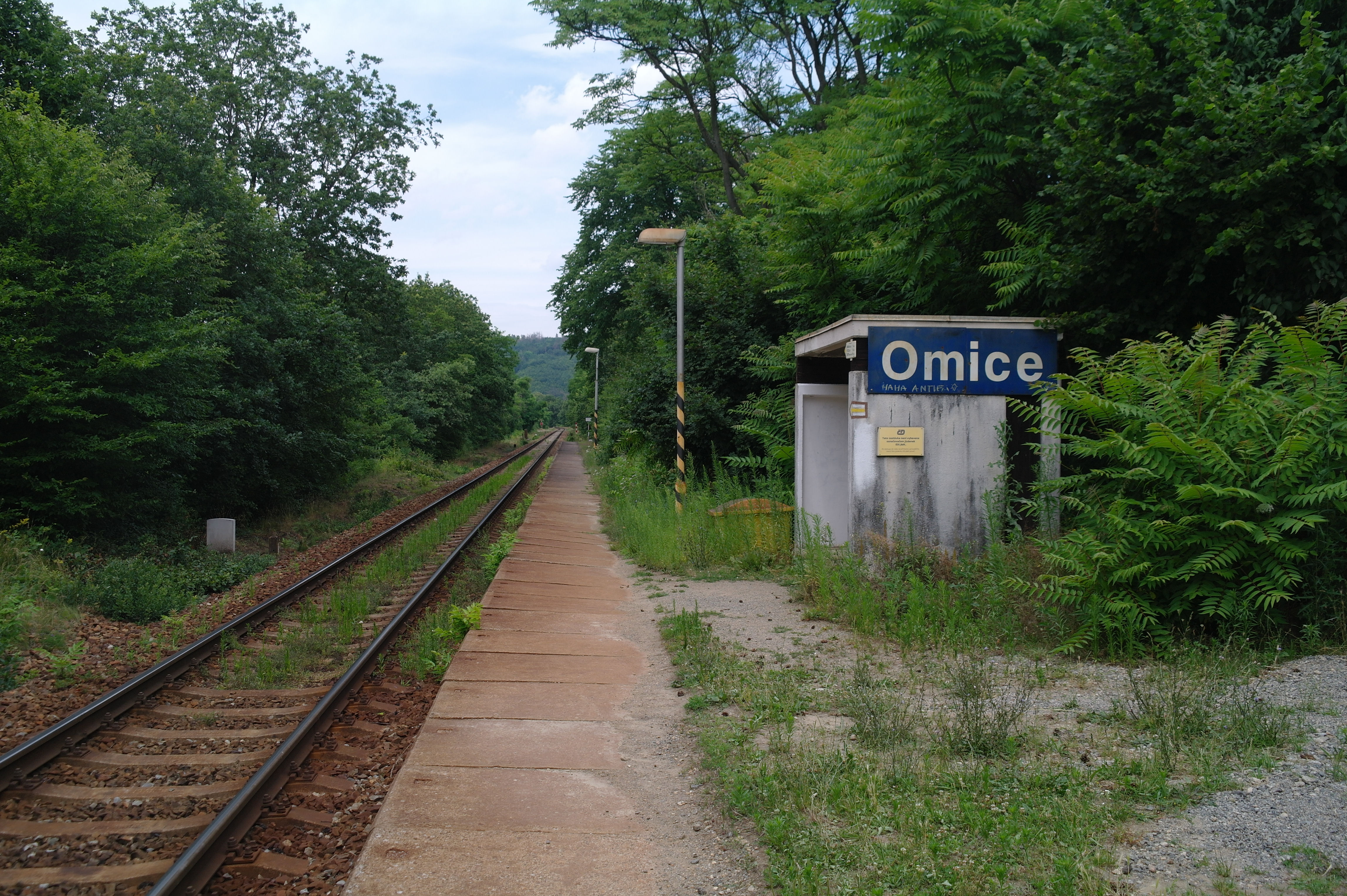
Omice
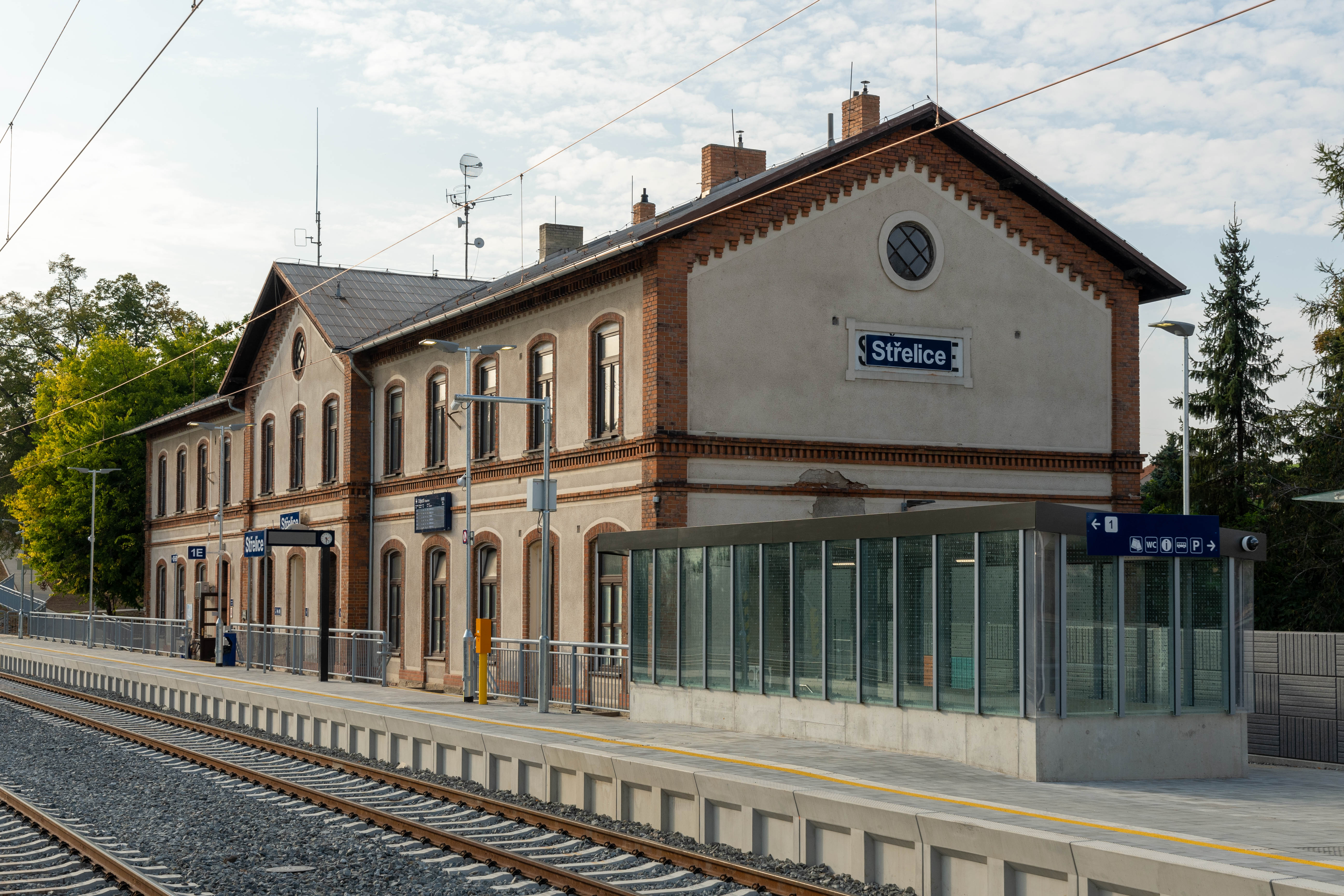
Střelice
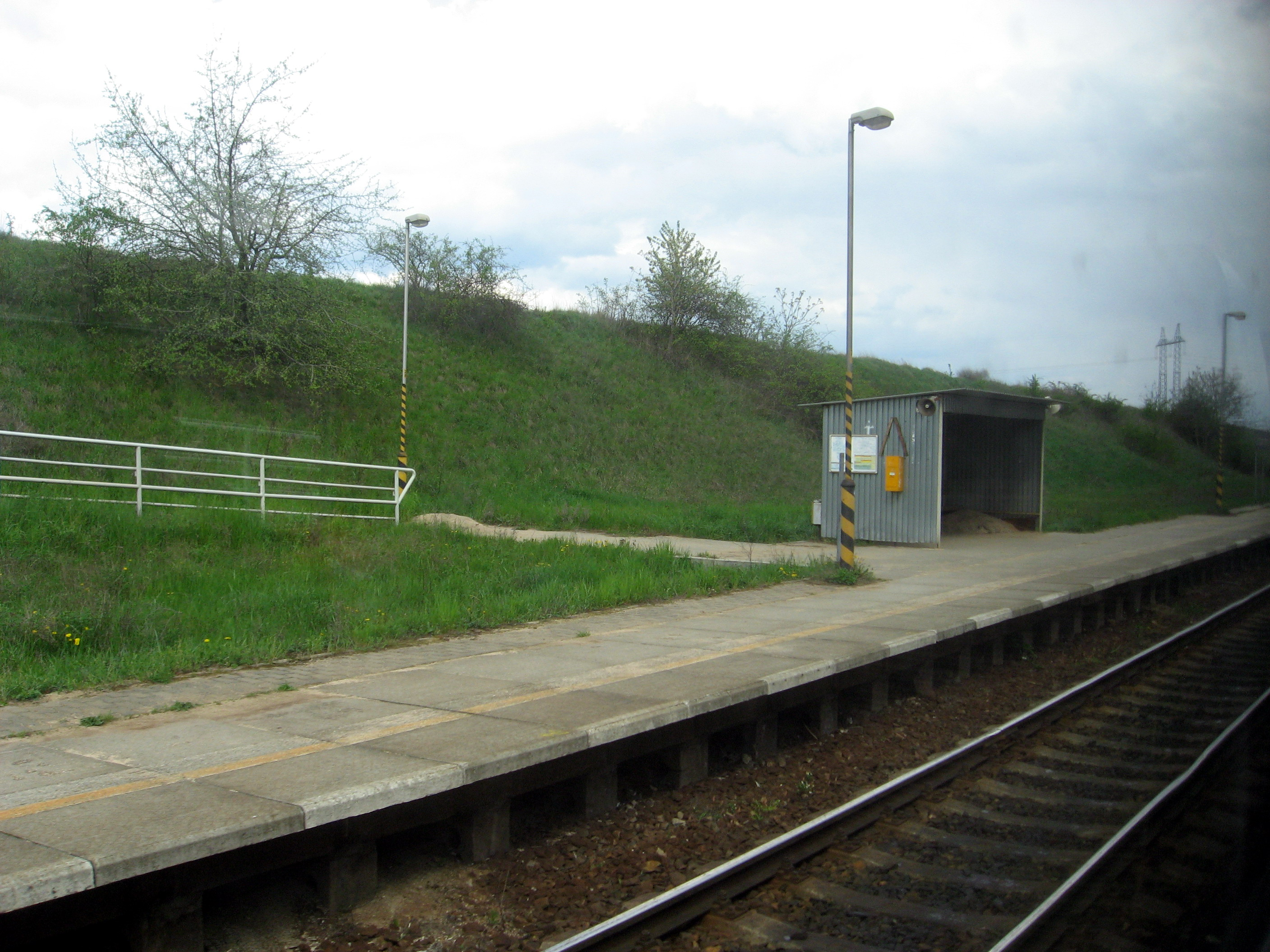
Střelice dolní
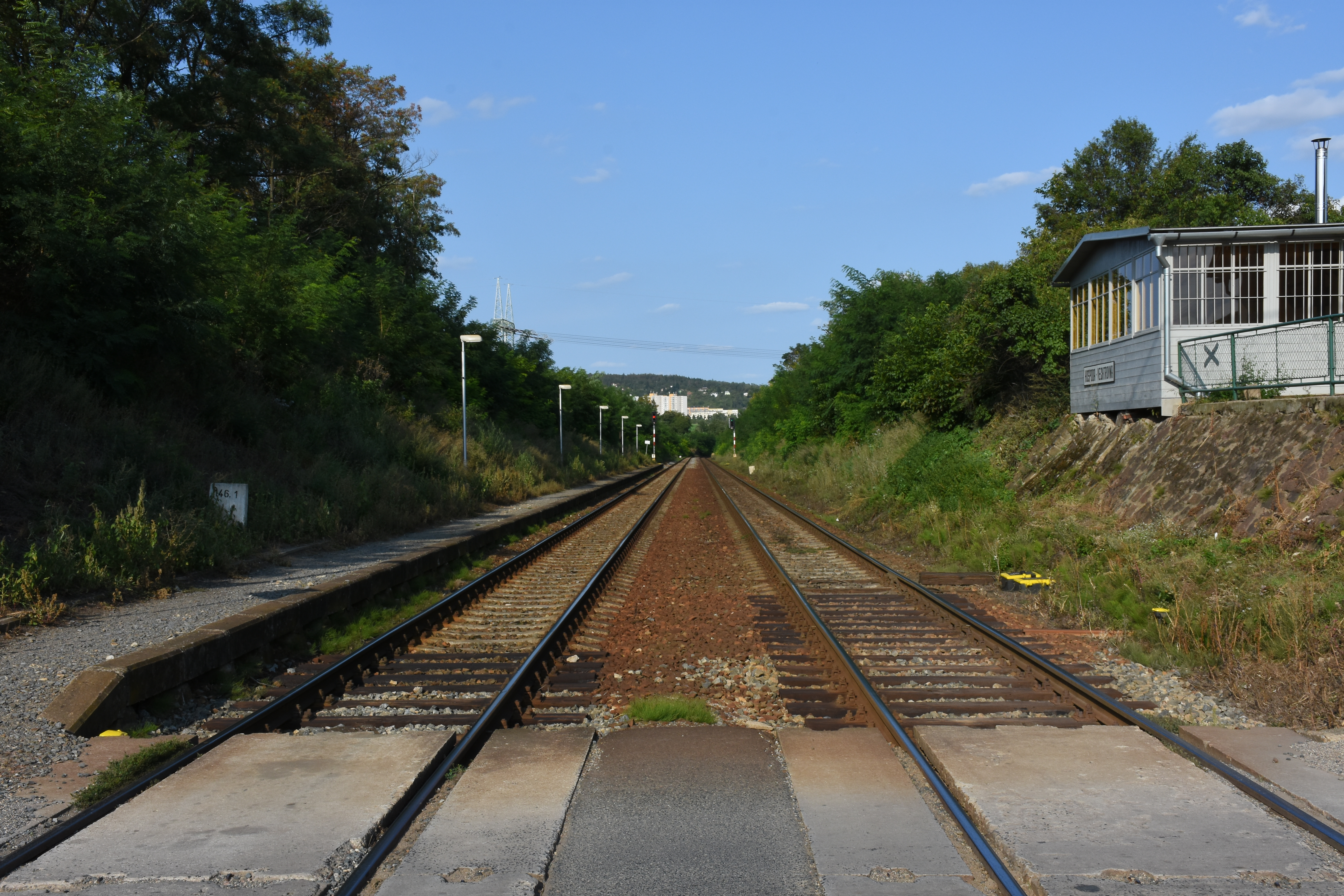
Troubsko
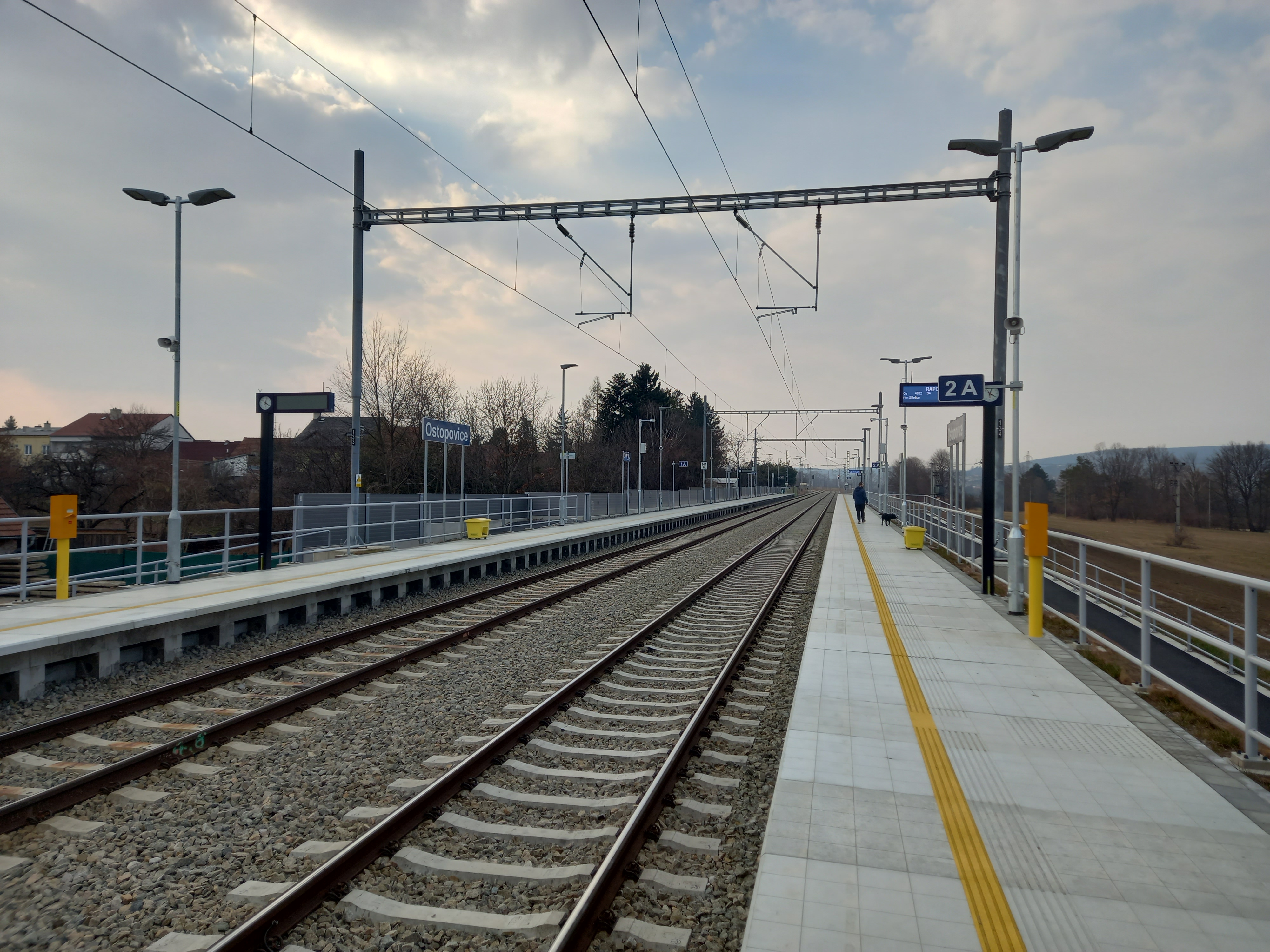
Ostopovice
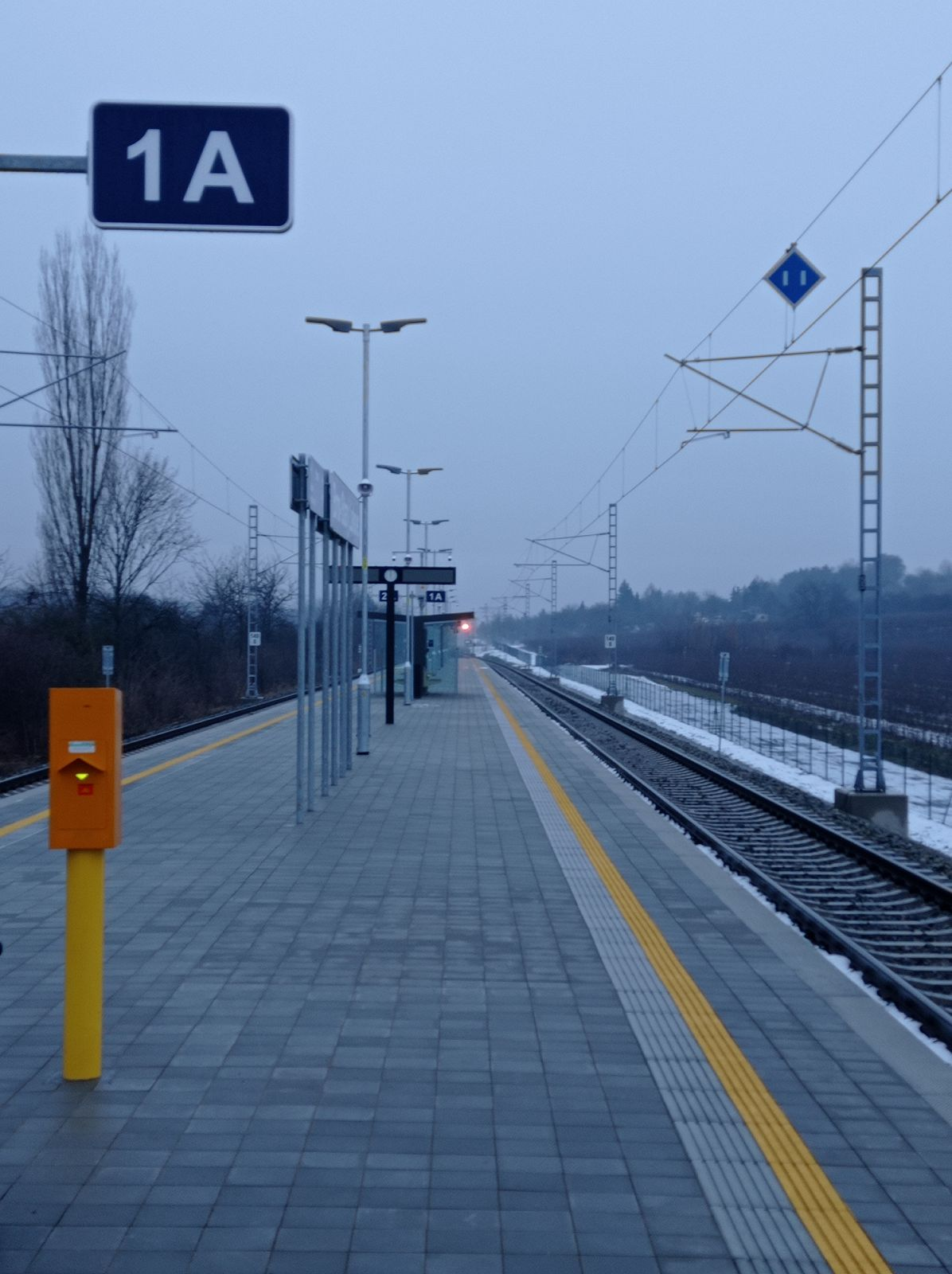
Brno-Starý Lískovec
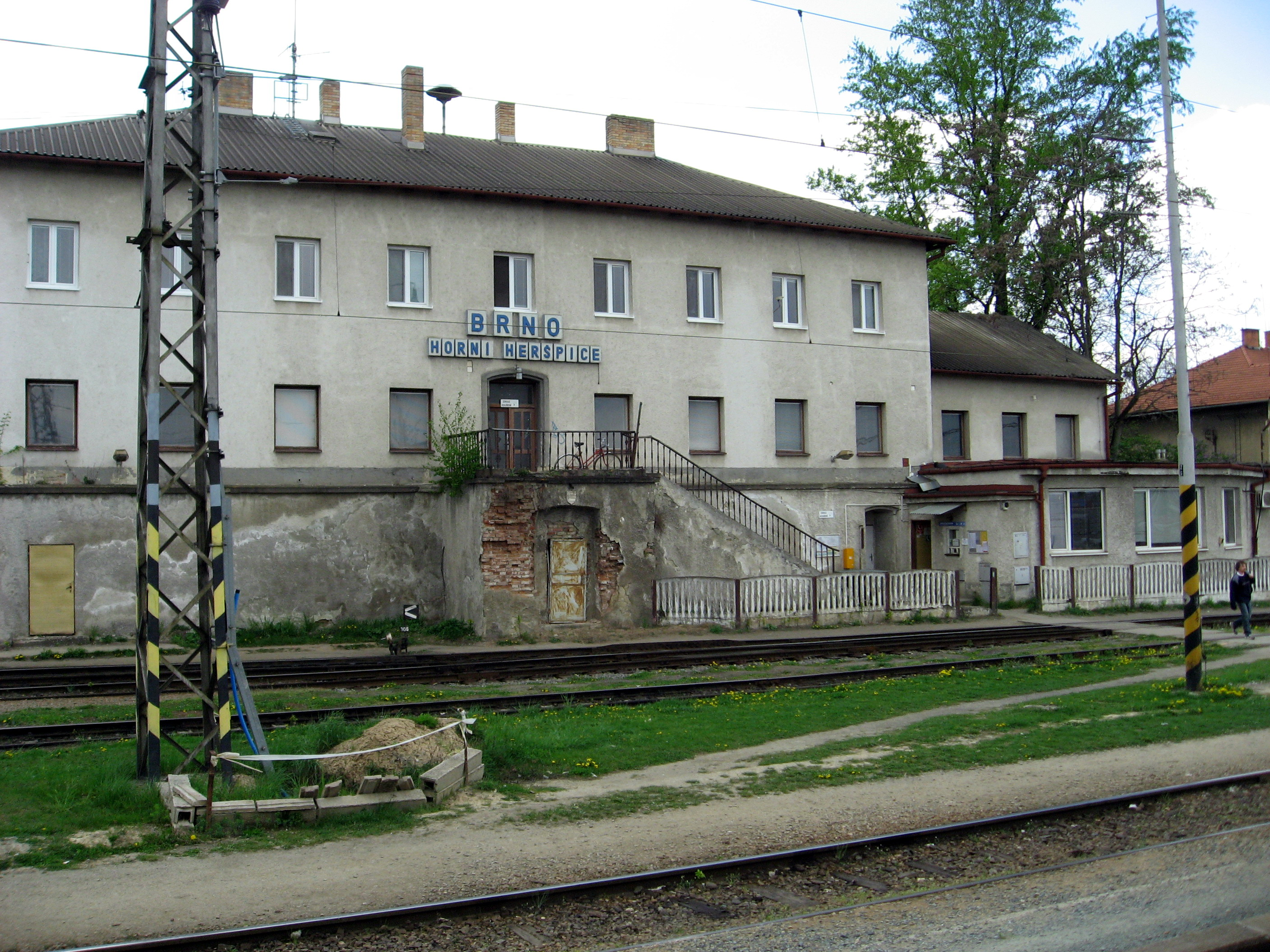
Brno-Horní Heršpice
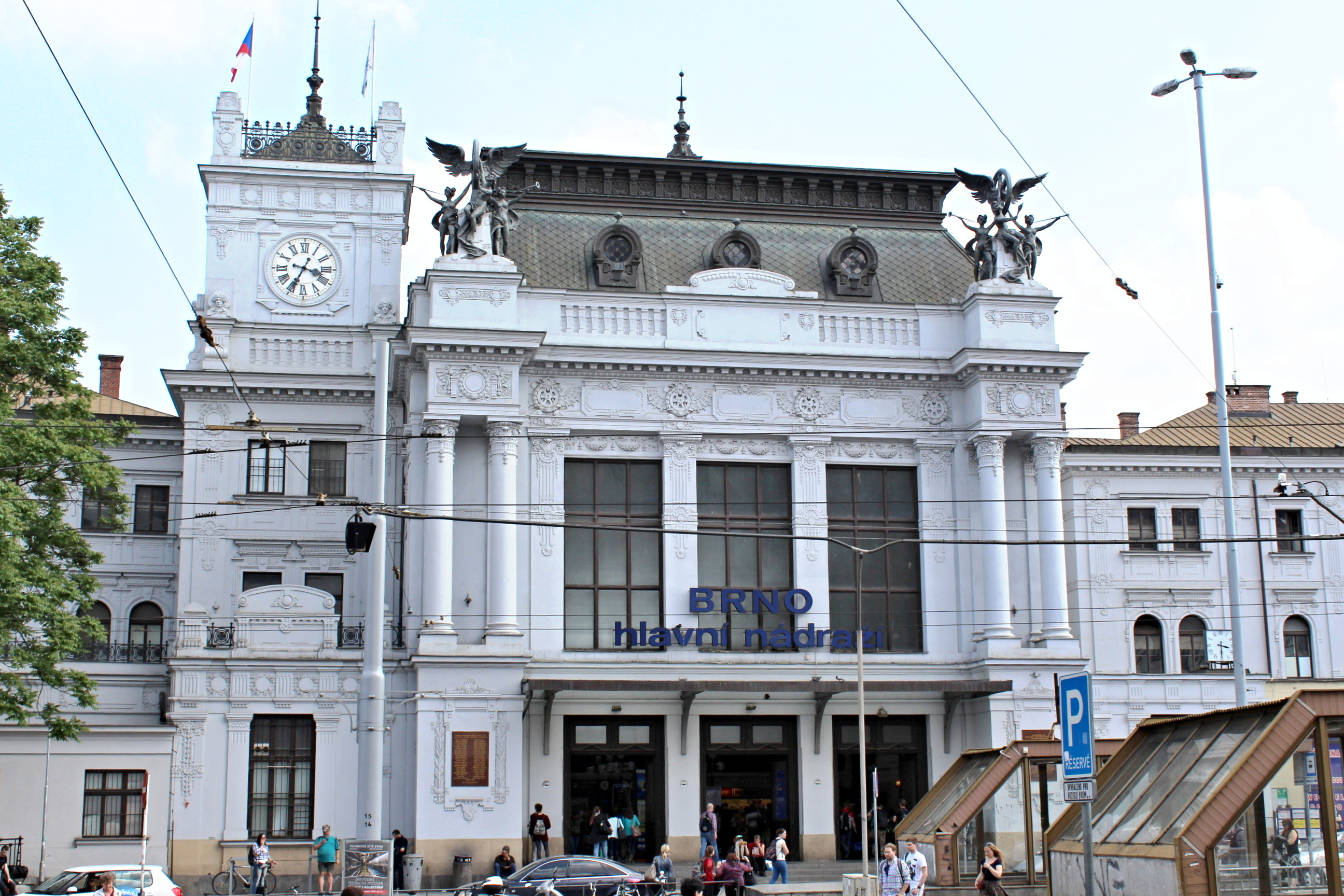
Brno hl.n.